# 南原市

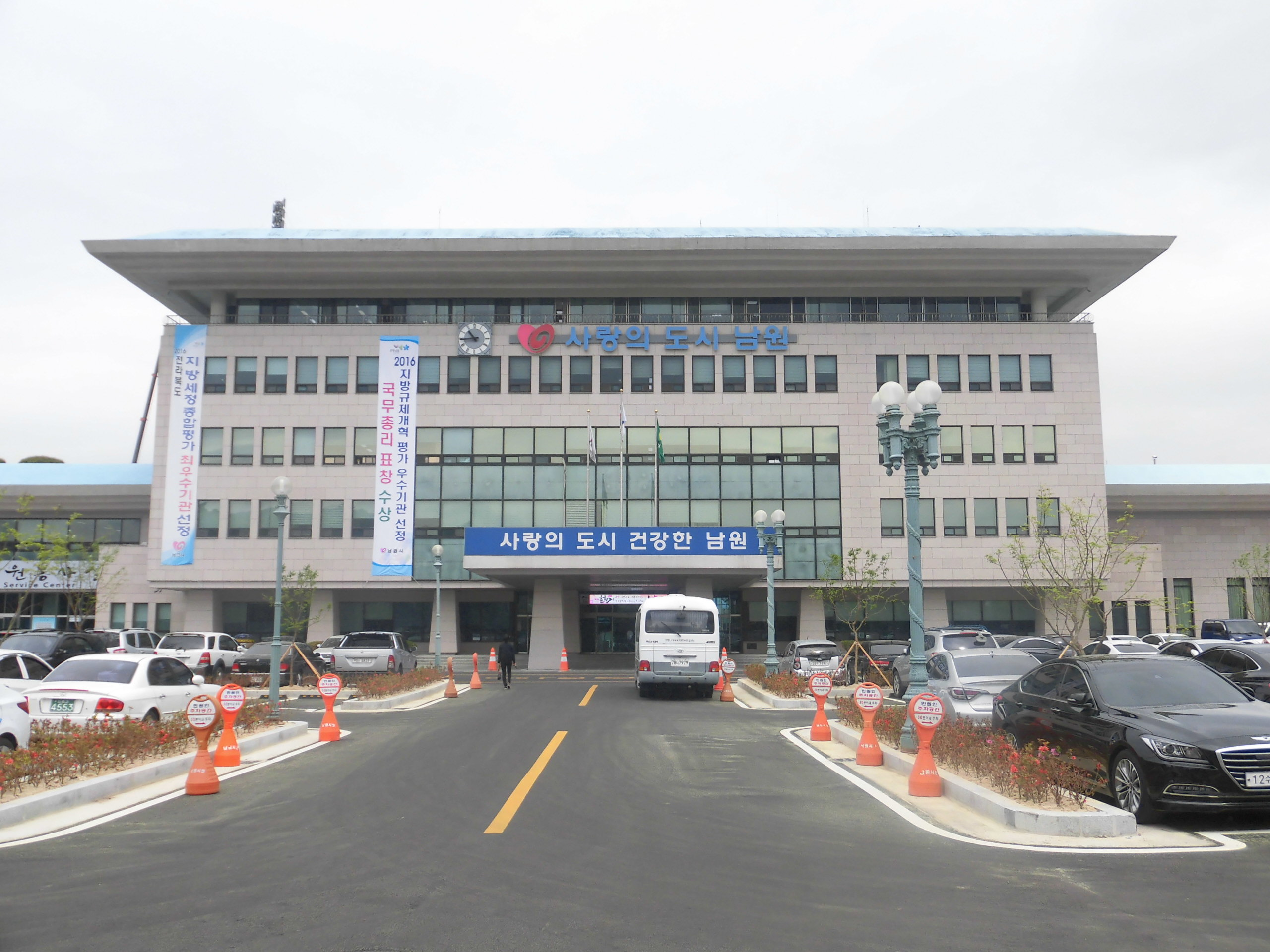
南原市庁

南原市（ナムウォンし、ナモンし，なんげんし）は、大韓民国全北特別自治道の南東部にある市である。東は慶尚南道に、南は全羅南道に接する。小白山脈の西側の高原地帯に開けた盆地の町で、蓼川（ヨチョン）に沿って広がり、市街のすぐ北には蛟竜山（キョリョンサン）がそびえている。また、智異山（チリサン）への玄関口でもある。古くから要害の地として城郭や都市が置かれてきたほか、春香伝の舞台としても知られる。

## 地理

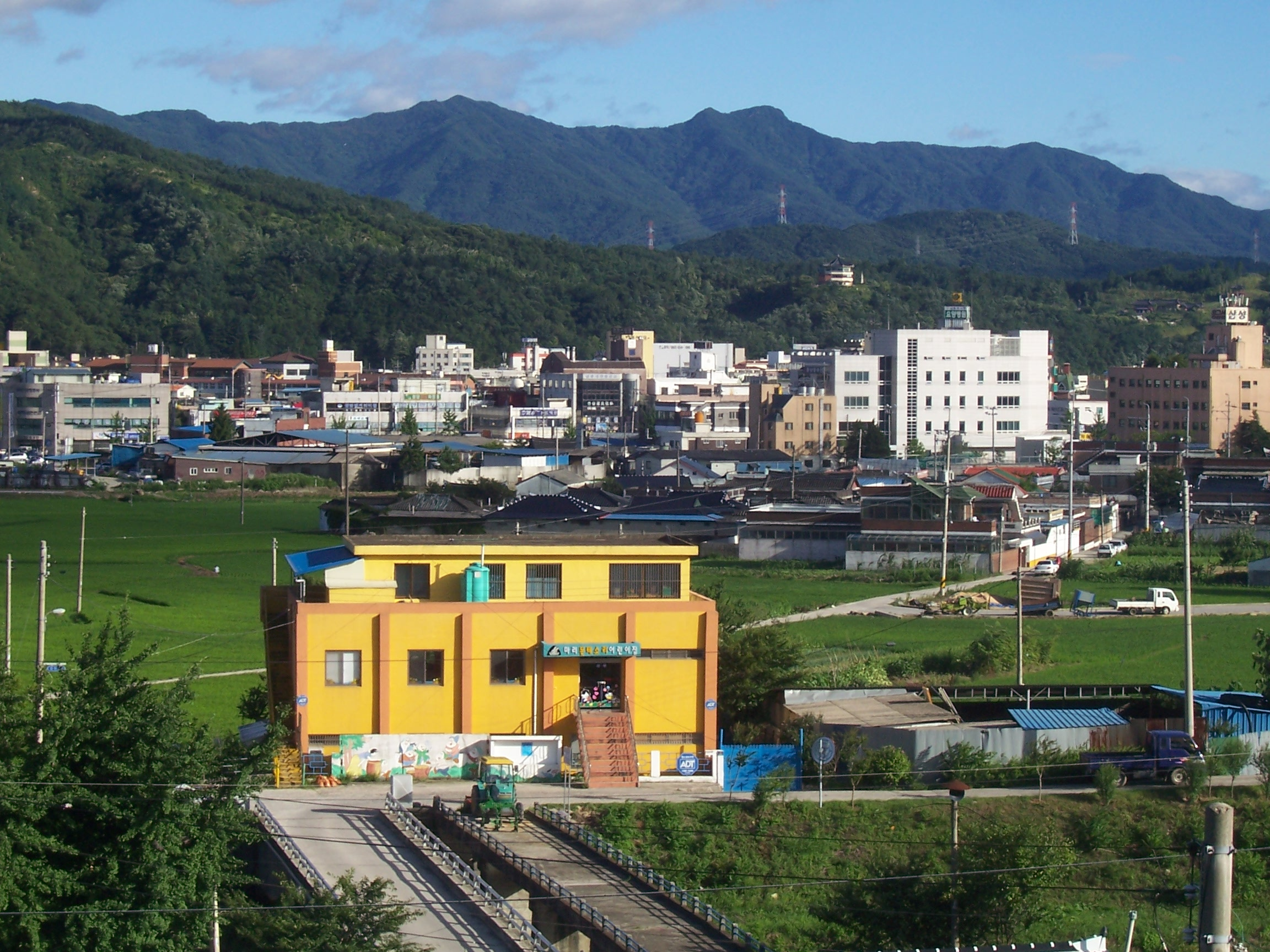
南原市街地西側の郊外

南原は、東は小白山脈、西は富興山脈に囲まれた盆地で、東南には高い峰々が連なる智異山国立公園がある。平野に街や農地が広がり、蓼川などの河川が流れている。これらの河川は、南へ流れ東シナ海に注ぐ蟾津江（ソムジンガン）の支流である。盆地の周囲は雲峰邑を中心に高原地帯となっている。
南原市は、西は任実郡と淳昌郡、北は長水郡、東は慶尚南道咸陽郡と同河東郡、南は全羅南道谷城郡と同求礼郡に接する。

### 気候
年平均気温は12.3度で、山岳地帯の盆地にあるため季節ごとの気温差は大きく、1月の平均気温は-1.４度に下がり、8月の平均気温は25.2度になる。また降水量は1380.4mmと多い。
- 最高気温極値37.5℃（1990年7月29日）
- 最低気温極値-21.9℃（1994年1月24日）

| 南原市の気候                                                | 南原市の気候 | 南原市の気候 | 南原市の気候 | 南原市の気候 | 南原市の気候 | 南原市の気候  | 南原市の気候   | 南原市の気候   | 南原市の気候  | 南原市の気候 | 南原市の気候 | 南原市の気候 | 南原市の気候     |
| 月                                                          | 1月          | 2月          | 3月          | 4月          | 5月          | 6月           | 7月            | 8月            | 9月           | 10月         | 11月         | 12月         | 年               |
| ----------------------------------------------------------- | ------------ | ------------ | ------------ | ------------ | ------------ | ------------- | -------------- | -------------- | ------------- | ------------ | ------------ | ------------ | ---------------- |
| 最高気温記録 °C （°F）                                      | 17.5 (63.5)  | 22.3 (72.1)  | 26.5 (79.7)  | 30.9 (87.6)  | 35.2 (95.4)  | 35.5 (95.9)   | 37.5 (99.5)    | 37.2 (99)      | 34.0 (93.2)   | 31.4 (88.5)  | 26.7 (80.1)  | 19.0 (66.2)  | 37.5 (99.5)      |
| 平均最高気温 °C （°F）                                      | 5.0 (41)     | 7.9 (46.2)   | 13.4 (56.1)  | 19.8 (67.6)  | 24.8 (76.6)  | 28.0 (82.4)   | 30.0 (86)      | 30.7 (87.3)    | 27.0 (80.6)   | 21.6 (70.9)  | 14.4 (57.9)  | 7.1 (44.8)   | 19.1 (66.4)      |
| 日平均気温 °C （°F）                                        | −1.3 (29.7)  | 0.9 (33.6)   | 5.9 (42.6)   | 11.9 (53.4)  | 17.6 (63.7)  | 22.1 (71.8)   | 25.2 (77.4)    | 25.4 (77.7)    | 20.6 (69.1)   | 13.6 (56.5)  | 6.9 (44.4)   | 0.6 (33.1)   | 12.5 (54.5)      |
| 平均最低気温 °C （°F）                                      | −6.6 (20.1)  | −5.0 (23)    | −0.8 (30.6)  | 4.4 (39.9)   | 10.7 (51.3)  | 16.9 (62.4)   | 21.4 (70.5)    | 21.4 (70.5)    | 15.6 (60.1)   | 7.3 (45.1)   | 0.9 (33.6)   | −4.7 (23.5)  | 6.8 (44.2)       |
| 最低気温記録 °C （°F）                                      | −21.9 (−7.4) | −19.3 (−2.7) | −11.6 (11.1) | −6.2 (20.8)  | −0.9 (30.4)  | 6.3 (43.3)    | 12.0 (53.6)    | 9.6 (49.3)     | 3.8 (38.8)    | −3.7 (25.3)  | −13.6 (7.5)  | −19.3 (−2.7) | −21.9 (−7.4)     |
| 降水量 mm （inch）                                          | 28.5 (1.122) | 39.4 (1.551) | 56.7 (2.232) | 81.8 (3.22)  | 90.5 (3.563) | 157.3 (6.193) | 303.2 (11.937) | 313.3 (12.335) | 144.2 (5.677) | 63.0 (2.48)  | 45.3 (1.783) | 30.0 (1.181) | 1,353.2 (53.276) |
| 平均降水日数 （≥0.1 mm）                                    | 8.3          | 7.3          | 8.5          | 8.5          | 8.7          | 10.0          | 15.3           | 14.7           | 9.3           | 6.1          | 7.6          | 8.6          | 112.9            |
| % 湿度                                                      | 70.2         | 65.6         | 63.3         | 61.9         | 65.0         | 71.4          | 78.9           | 78.2           | 75.4          | 73.3         | 72.7         | 72.7         | 70.7             |
| 平均月間日照時間                                            | 163.6        | 175.4        | 209.5        | 221.9        | 235.7        | 188.2         | 159.8          | 180.4          | 179.2         | 196.9        | 163.2        | 155.7        | 2,229.5          |
| 出典：韓国気象庁 (平均値：1991年-2020年、極値：1972年-現在) |              |              |              |              |              |               |                |                |               |              |              |              |                  |

## 歴史
この地は百済の古龍郡に属していた。市の北に残る蛟竜山城（南原山城）は百済の時代に山の上に設けられた城跡で、高さ6mの城壁が3km以上にわたって山中を廻っている。百済が滅ぼされた後の685年、統一新羅の神文王は南原に副都・五小京の一つである南原小京を築き、百済の故地支配の拠点のひとつとした。以後この地方の中心として栄え、高麗時代の寺院・万福寺の跡や、朝鮮王朝時代の1419年に建てられた楼閣・広寒楼などが今日に残っている。また倭寇史上最大の戦場となった。
1597年に起こった慶長の役（丁酉再乱）の際には、南原城は宇喜多秀家率いる日本の左軍と明・朝鮮連合軍の戦い（南原城の戦い）の舞台となった。8月13日から8月16日までの間、3,300人の明・朝鮮連合軍と6,000人の民衆が籠城して56,000人の宇喜多軍と戦ったが、南原城は陥落し中にいた兵や民は殺された。この際の犠牲者の位牌を祀る万人義塚が南原の北に残っている。現在の広寒楼は17世紀の再建である。
南原は、朝鮮八道制のもとでは全羅道に属し南原都護府が置かれ、1895年からの短期間施行された二十三府制においては南原府の中心地となり、十三道制の施行で全羅南道の一部となった。1931年11月1日、南原郡南原面（村）は南原邑（町）に昇格、1981年7月1日に南原邑は南原市に昇格して郡から分離、1994年12月26日には南原郡と南原市が統合されて現在に至っている。また1995年1月1日、旧南原郡の雲峰面が雲峰邑に昇格している。

### 南原市
- 1981年7月1日 - 南原郡南原邑が市制施行し、南原市となる。
- 1983年2月15日 - 南原郡朱川面の一部を編入。
- 1995年
  - 1月1日 - 南原市・南原郡が合併し、統合南原市が発足（16面）。
  - 3月2日 - 雲峰面が雲峰邑に昇格（1邑15面）。
- 1998年5月1日 - 東面が引月面に改称（1邑15面）。

### 南原郡
- 1914年4月1日 - 郡面併合により、南原郡・雲峰郡および全羅南道昌平郡立面の一部が合併し、南原郡が発足。南原郡に以下の面が成立（19面）。
  - 南原面・二百面・朱川面・黒松面・周生面・大山面・帯江面・巳梅面・徳果面・宝節面・王峙面・金池面・山東面・水旨面・豆洞面・雲峰面・阿英面・山内面・東面
- 1931年11月1日 - 南原面が南原邑に昇格（1邑18面）。
- 1935年3月1日 （1邑17面）
  - 大山面の一部が淳昌郡東界面に編入。
  - 南原邑の一部が大山面に編入。
  - 朱川面の一部が南原邑に編入。
  - 黒松面および豆洞面の一部が合併し、松洞面を設置。
  - 豆洞面の残部が金池面に編入。
- 1956年7月8日 - 王峙面を廃止し、南原邑に編入（1邑16面）。
- 1981年7月1日 - 南原邑が南原市に昇格（16面）。
- 1983年2月15日 （16面）
  - 朱川面の一部が南原市に編入。
  - 徳果面金岩里が任実郡屯南面に編入。
- 1995年1月1日 - 南原市・南原郡が合併し、統合南原市が発足。南原郡廃止。

## 行政

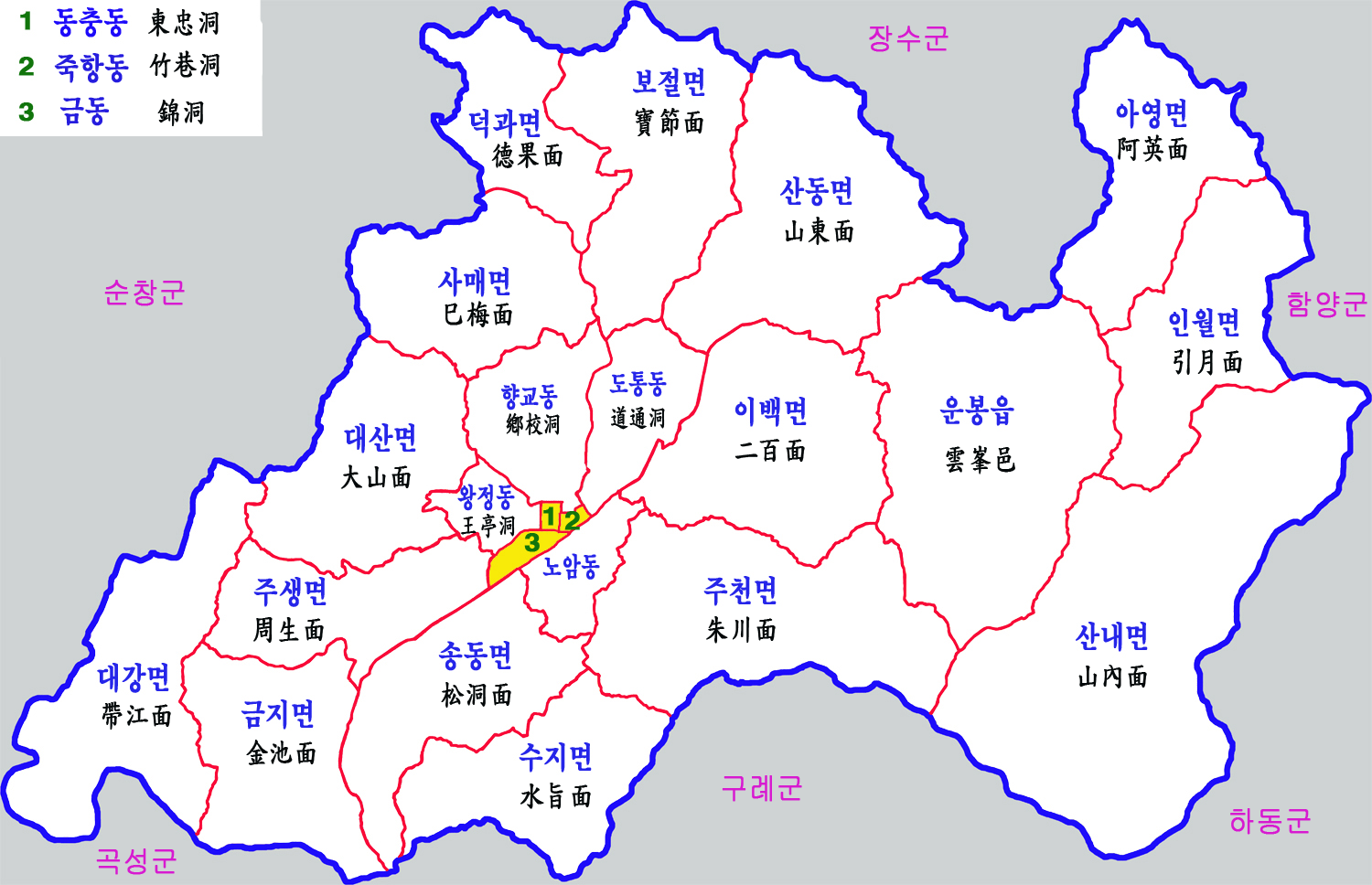
行政区域図

### 行政区域
| 行政洞・邑・面 | 法定洞・法定里 |
| -------------- | --- |
| 東忠洞         | 東忠洞 |
| 竹巷洞         | 下井洞、竹巷洞、双橋洞 |
| 鷺岩洞         | 鷺岩洞、漁峴洞、新村洞 |
| 錦洞           | 川渠洞、錦洞、造山洞 |
| 王亭洞         | 王亭洞、新正洞、花井洞 |
| 郷校洞         | 郷校洞、龍井洞、広峙洞、内尺洞、山谷洞                                                                                               |
| 道通洞         | 道通洞、月洛洞、高竹洞、植亭洞、葛峙洞                                                                                               |
| 雲峰邑         | 舟村里、徳山里、佳山里、孔安里、杏亭里、西川里、山徳里、龍山里、東川里、北川里、準香里、長橋里、権布里、林里、新基里、梅要里、花水里 |
| 二百面         | 康基里、科笠里、藍鶏里、内洞里、書谷里、陽街里、尺門里、草村里、平村里、孝基里                                                       |
| 朱川面         | 虎基里、長安里、龍潭里、松峙里、徳峙里、高基里、盃徳里、龍宮里、銀松里、湖景里、周川里                                               |
| 松洞面         | 松内里、松基里、松上里、沙村里、嶺洞里、奨国里、長浦里、蓮山里、新坪里、陽坪里、杜新里、細田里、黒松里                               |
| 周生面         | 上洞里、中洞里、池塘里、貞松里、諸川里、嶺川里、楽洞里、内洞里、道山里                                                               |
| 大山面         | 楓村里、玉栗里、雲橋里、新渓里、大谷里、金城里、吉谷里、水徳里                                                                       |
| 帯江面         | 芳洞里、芳山里、松帯里、新徳里、玉宅里、沙石里、江石里、生岩里、水鴻里、月灘里、立岩里、坪村里、楓山里                               |
| 巳梅面         | 桂寿里、官豊里、大新里、大栗里、書道里、梧新里、月坪里、仁化里、花亭里                                                               |
| 徳果面         | 高亭里、新陽里、龍山里、沙栗里、徳村里、晩島里                                                                                       |
| 宝節面         | 槐陽里、錦茶里、道龍里、沙村里、書峙里、城侍里、新波里、真基里、黄筏里                                                               |
| 金池面         | 甕井里、新月里、宅内里、下島里、貴石里、芳村里、上貴里、書梅里、笠岩里、昌山里、上新里                                               |
| 山東面         | 大基里、大上里、木洞里、釜節里、植蓮里、月席里、太平里                                                                               |
| 水旨面         | 考坪里、山亭里、南倉里、柳岩里、草里、好谷里                                                                                         |
| 阿英面         | 葛渓里、九相里、斗洛里、奉大里、城里、阿谷里、月山里、蟻池里、引風里、日台里、清渓里                                                 |
| 山内面         | 獐項里、浮雲里、徳洞里、白日里、内霊里、大井里、立石里、中黄里                                                                       |
| 引月面         | 乾芝里、上牛里、西茂里、城山里、酉谷里、引月里、自来里、中軍里、就岩里                                                               |

### 警察
- 南原警察署

### 消防
- 南原消防署
  - 植亭119安全センター（消防署と兼用）
  - 引月119安全センター
  - 金池119安全センター

## 交通

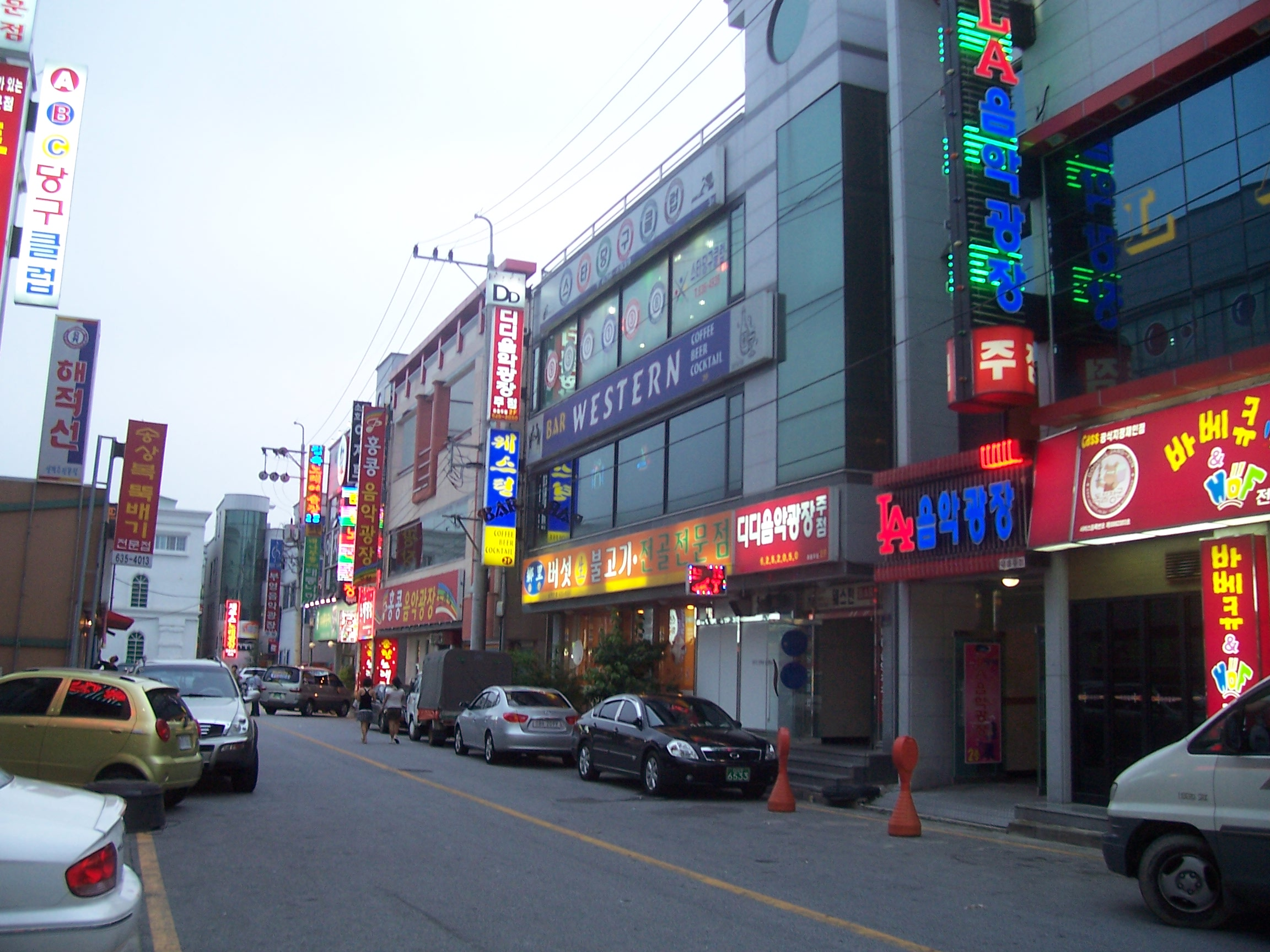
南原市街地

### 鉄道
- 全羅線：高規格化が進められており、市街中心にあった南原駅は郊外の新線上に移転した。
  - 書道駅 - 山城駅 - 南原駅 - 周生駅 - 甕井駅 - 金池駅

### バス
- 南原共用バスターミナル
- 南原高速バスターミナル
- 引月共用バスターミナル

### 高速道路
- 光州-大邱高速道路
  - 南原ジャンクション - 南原インターチェンジ - 東南原インターチェンジ - 智異山インターチェンジ
- 順天-完州高速道路
  - 西南原インターチェンジ - 南原ジャンクション - 北南原インターチェンジ

### 国道
- 国道13号線 (韓国)（朝鮮語版）
- 国道17号線 (韓国)
- 国道19号線 (韓国)（朝鮮語版）
- 国道21号線 (韓国)
- 国道24号線 (韓国)

## 行事・名所など

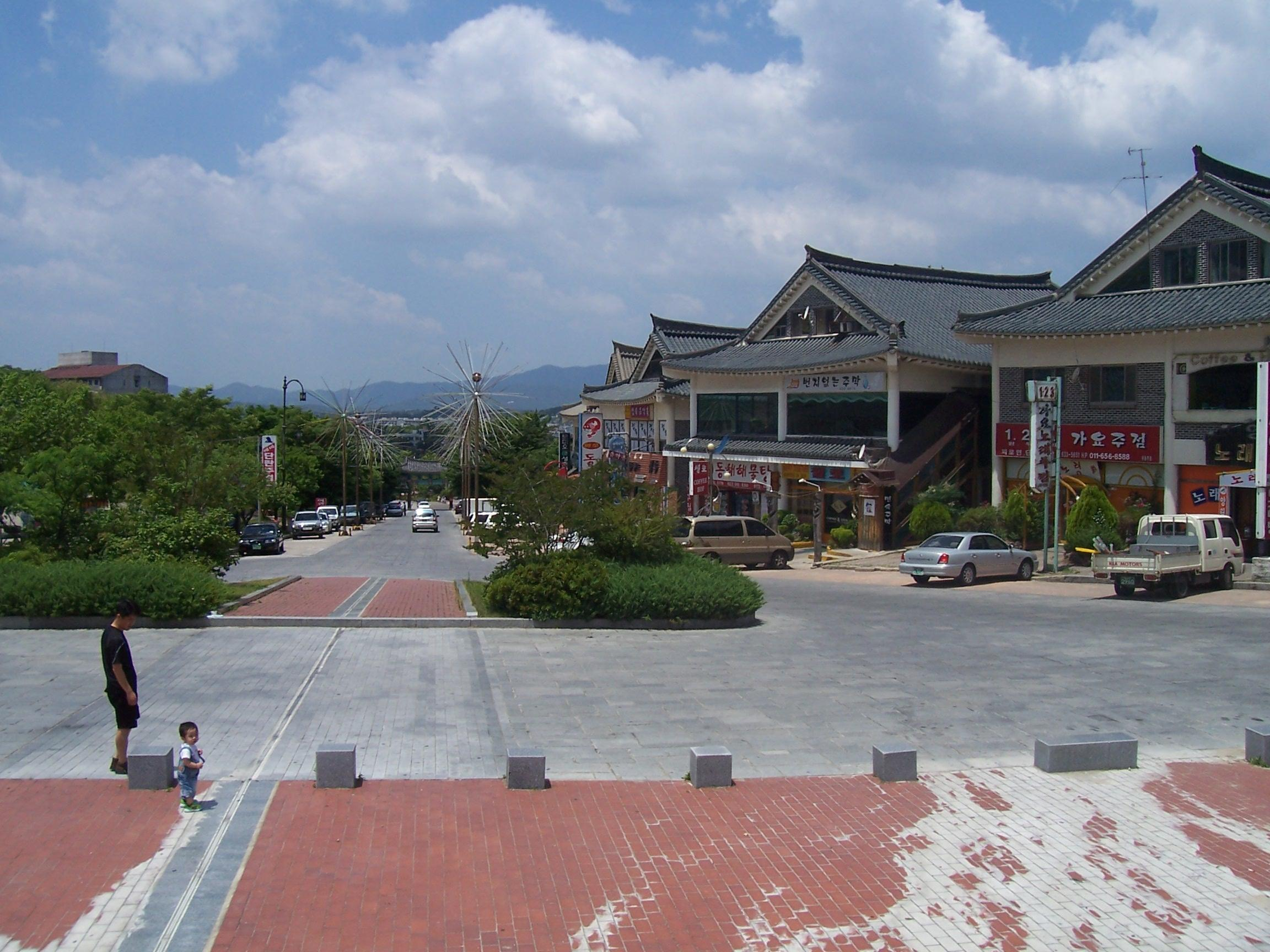
南原観光団地

万福寺址
高麗時代、1046年から1083年にかけて築かれた仏教寺院の跡。
実相寺
新羅時代、828年に築かれた禅寺。文禄・慶長の役で焼失したが再建、新羅時代の石塔などがある。
広寒楼園
市街の南に接する、『春香伝』の舞台となった広寒楼を中心とした庭園。月の国の宮殿にちなんだ広寒楼（クァンハルル）、湖や橋があり中国の東に浮かぶ三神山をかたどった庭園、湖の上に建つ楼閣・玩月庭、春香をまつる春香舎堂などがある。
南原観光団地
広寒楼園とは蓼川を挟んで南側に位置する公園。パンソリ公演を行い資料研究や保存を行う、韓国国立国楽院に所属する機関である国立民俗国楽院のほか、春香伝をテーマにした観光施設や広場、噴水などがある。
パンソリと春香伝
韓国の伝統芸能・パンソリが盛んな土地であり、全羅道東部に伝わる流派・東便制（トンピョンジェ）が伝承されている。また『春香伝』、『興夫伝』などの演目の舞台でもある。『春香伝』にちなんだ観光イベント・「南原春香祭」が5月に全市を挙げて開催される。

## ギャラリー

市内の風景
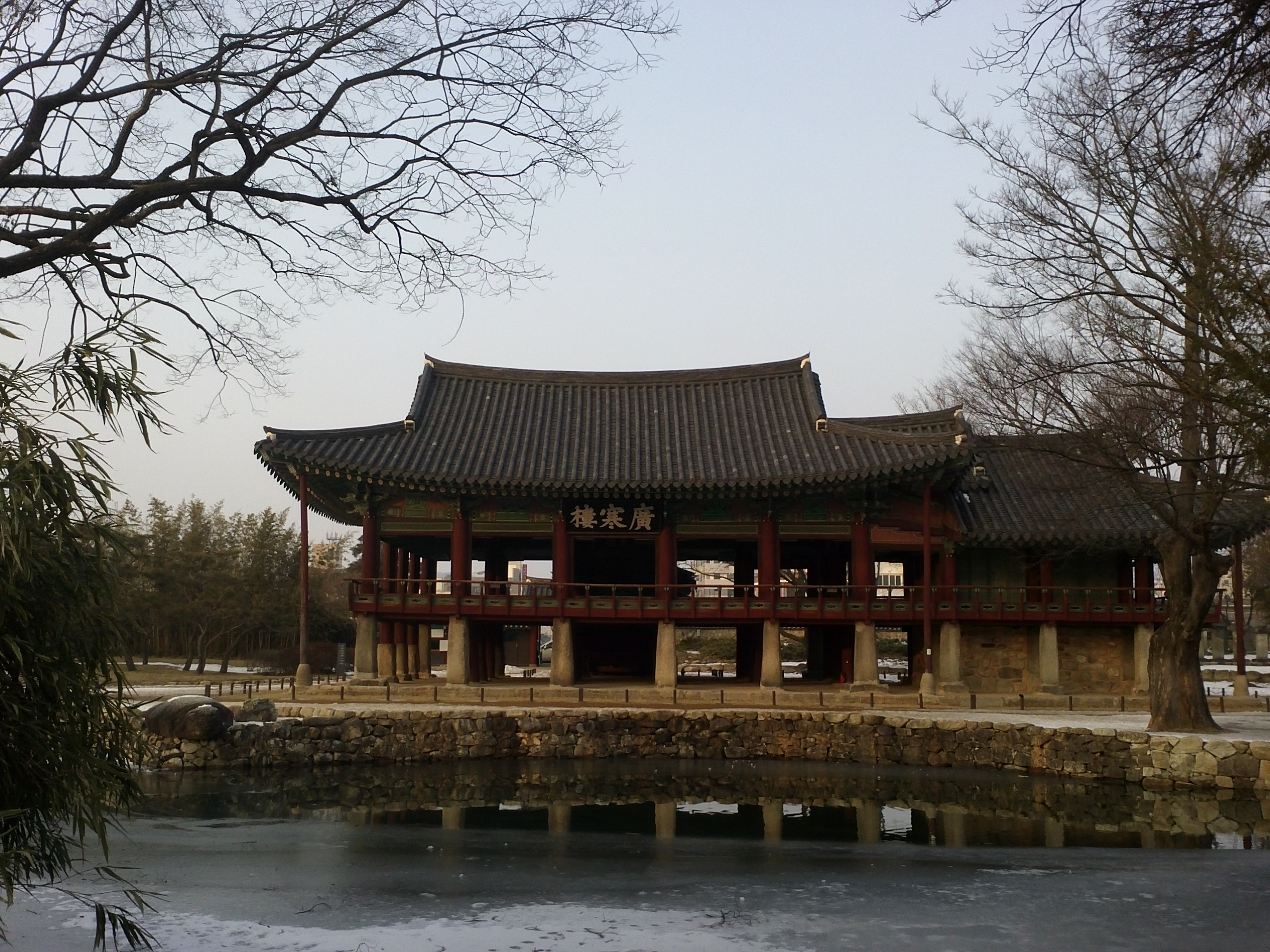
広寒楼
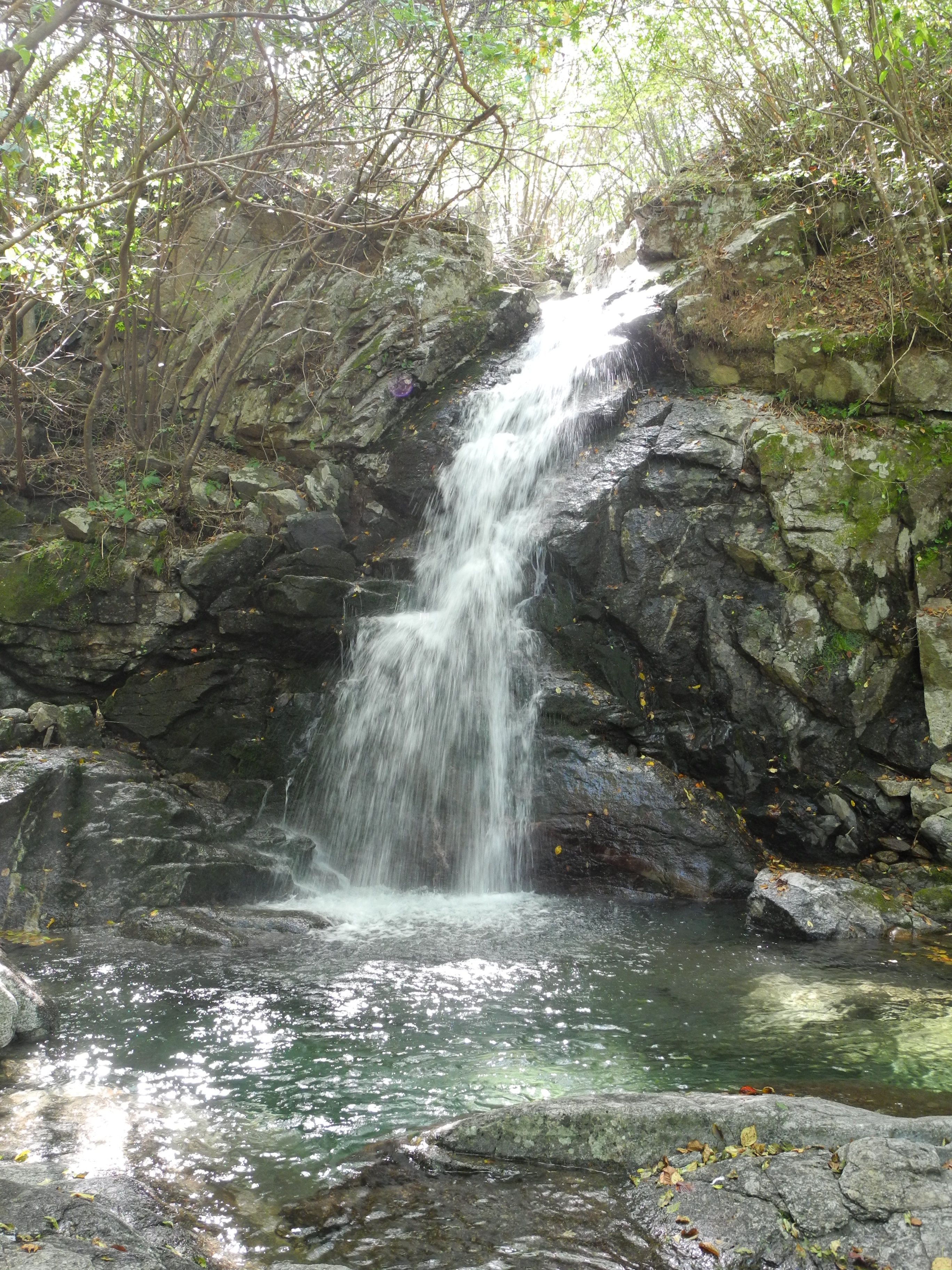
智異山・仙遊瀑布
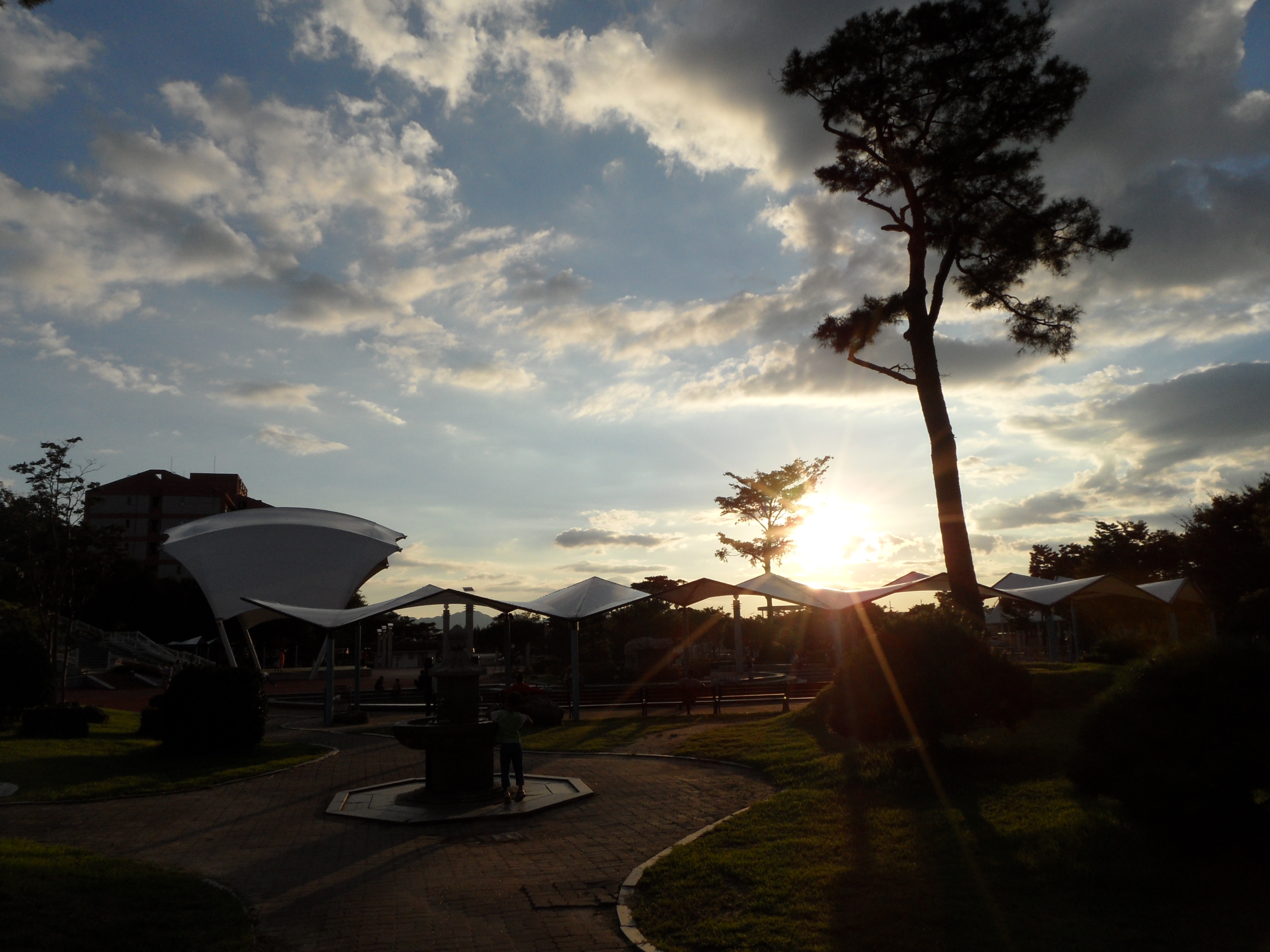
南原観光団地
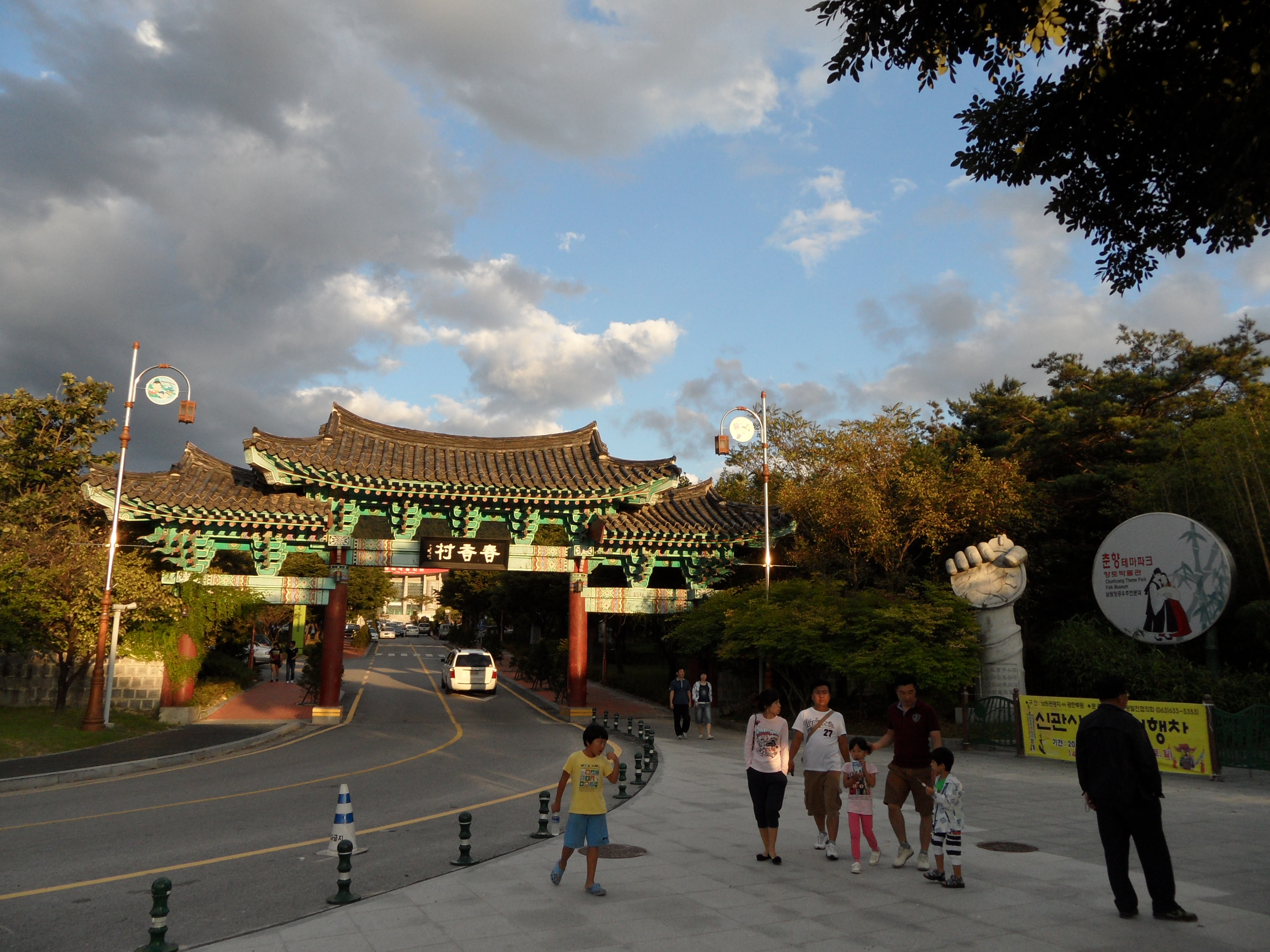
南原観光団地（春香村）
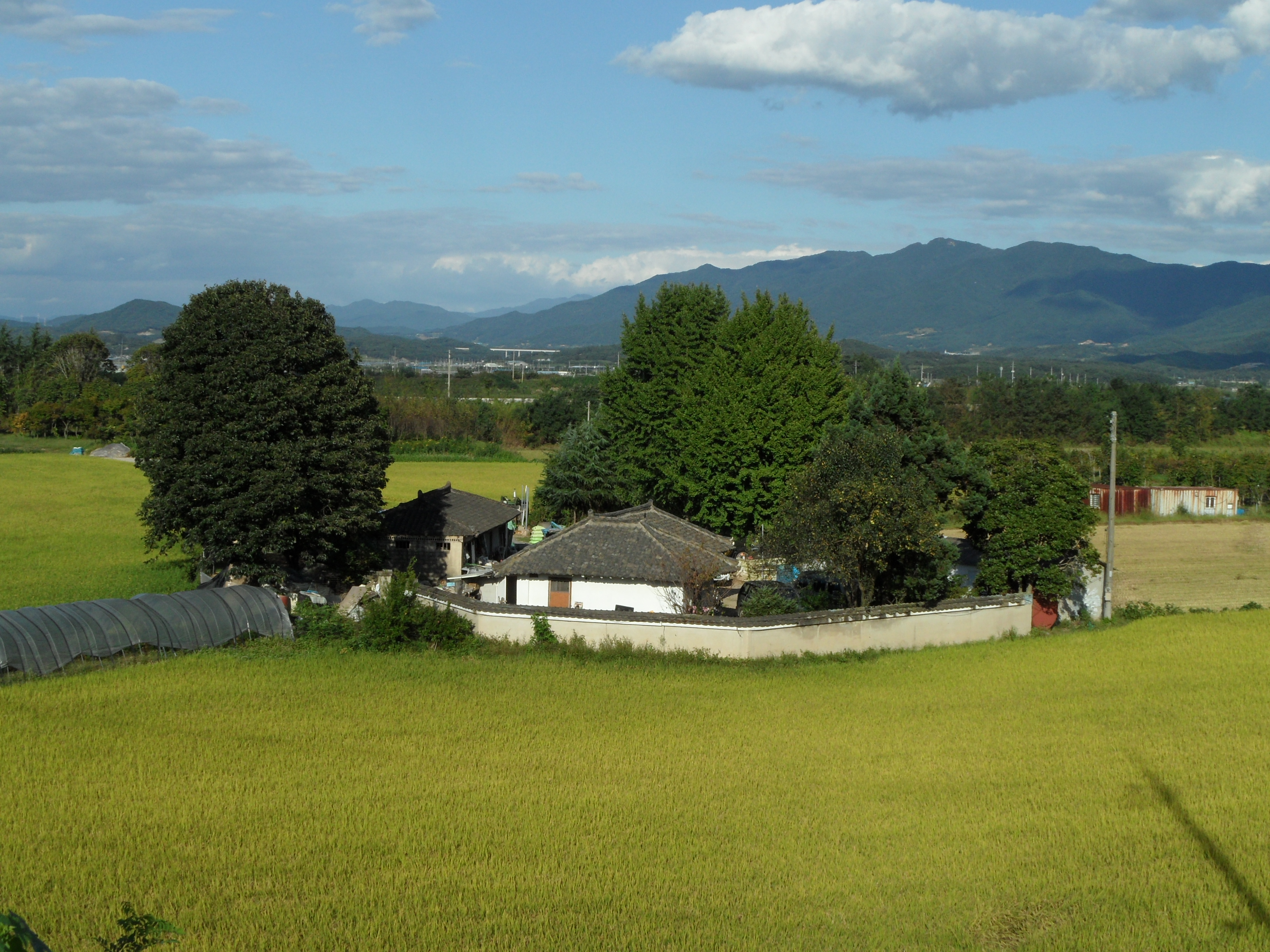
金池面
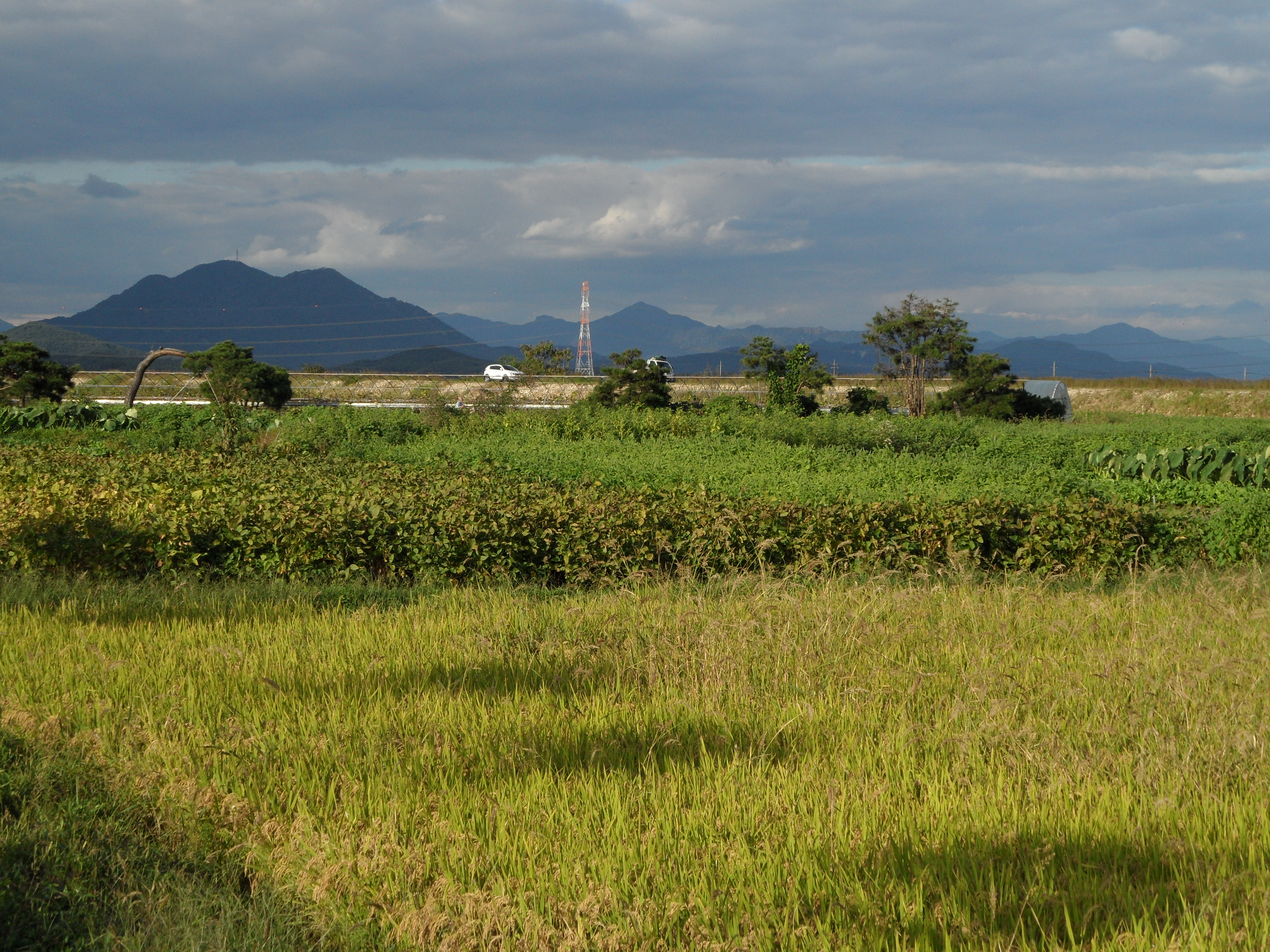
金池面
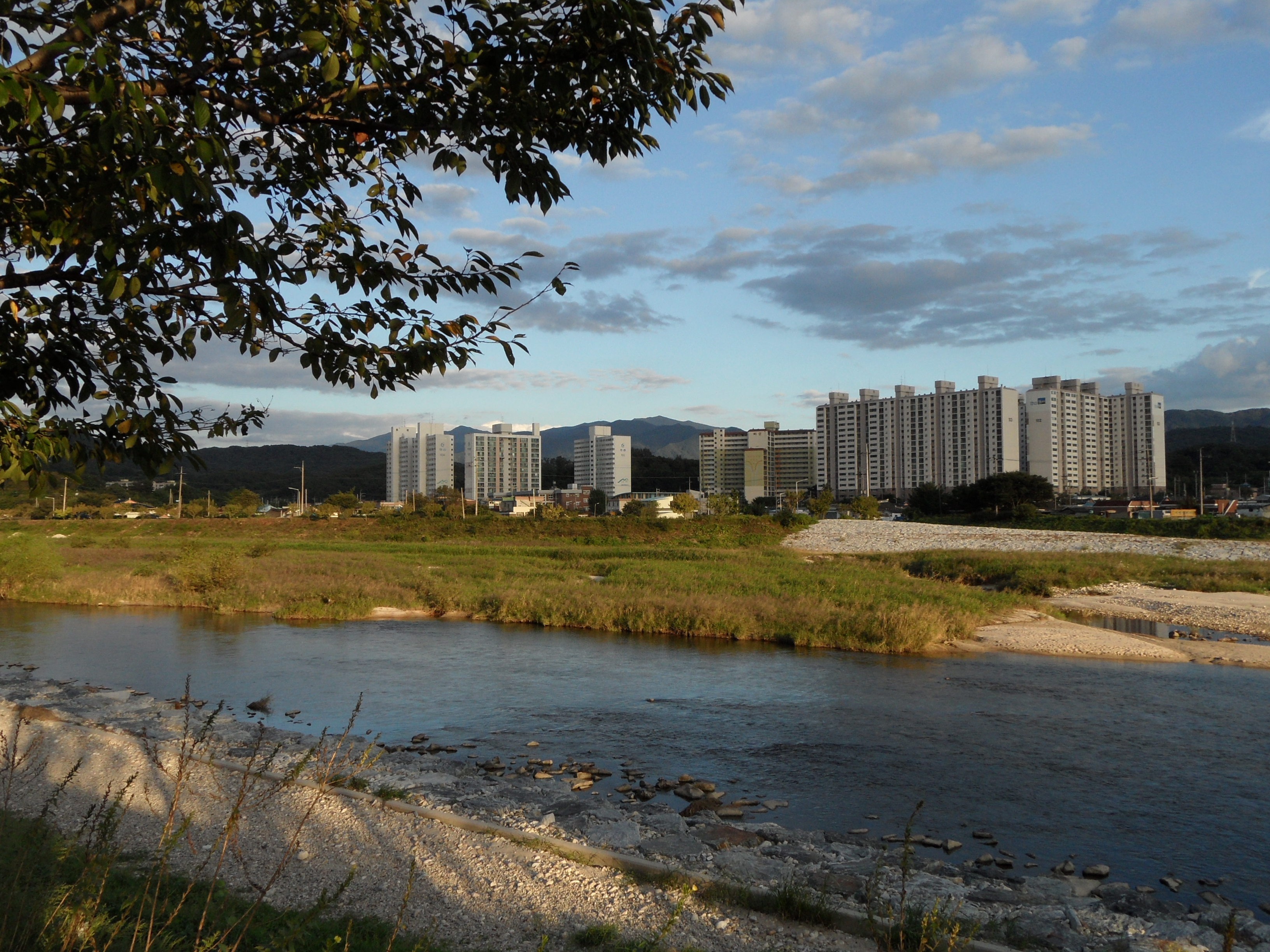
蓼川
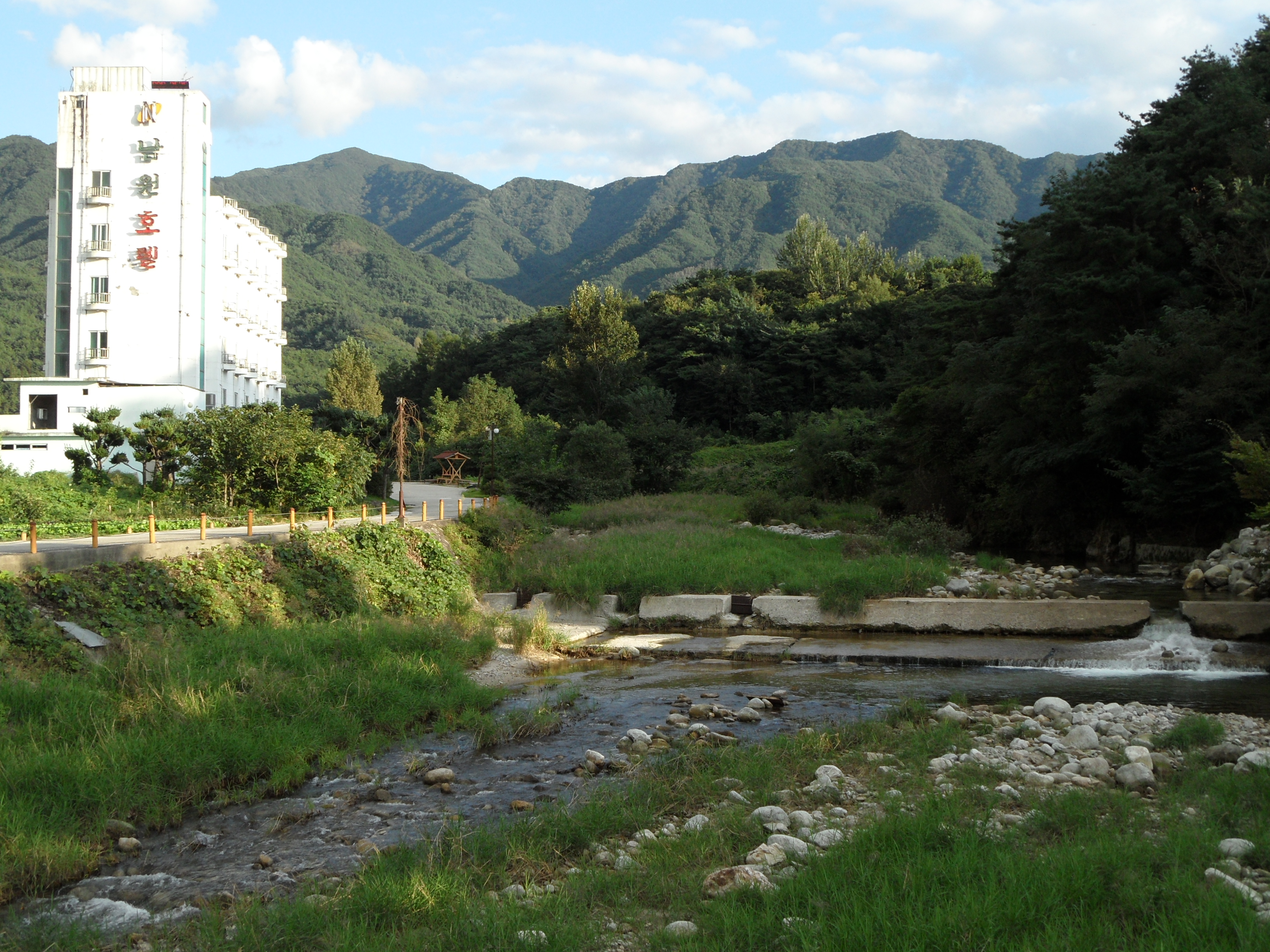
朱川面を流れる元川川
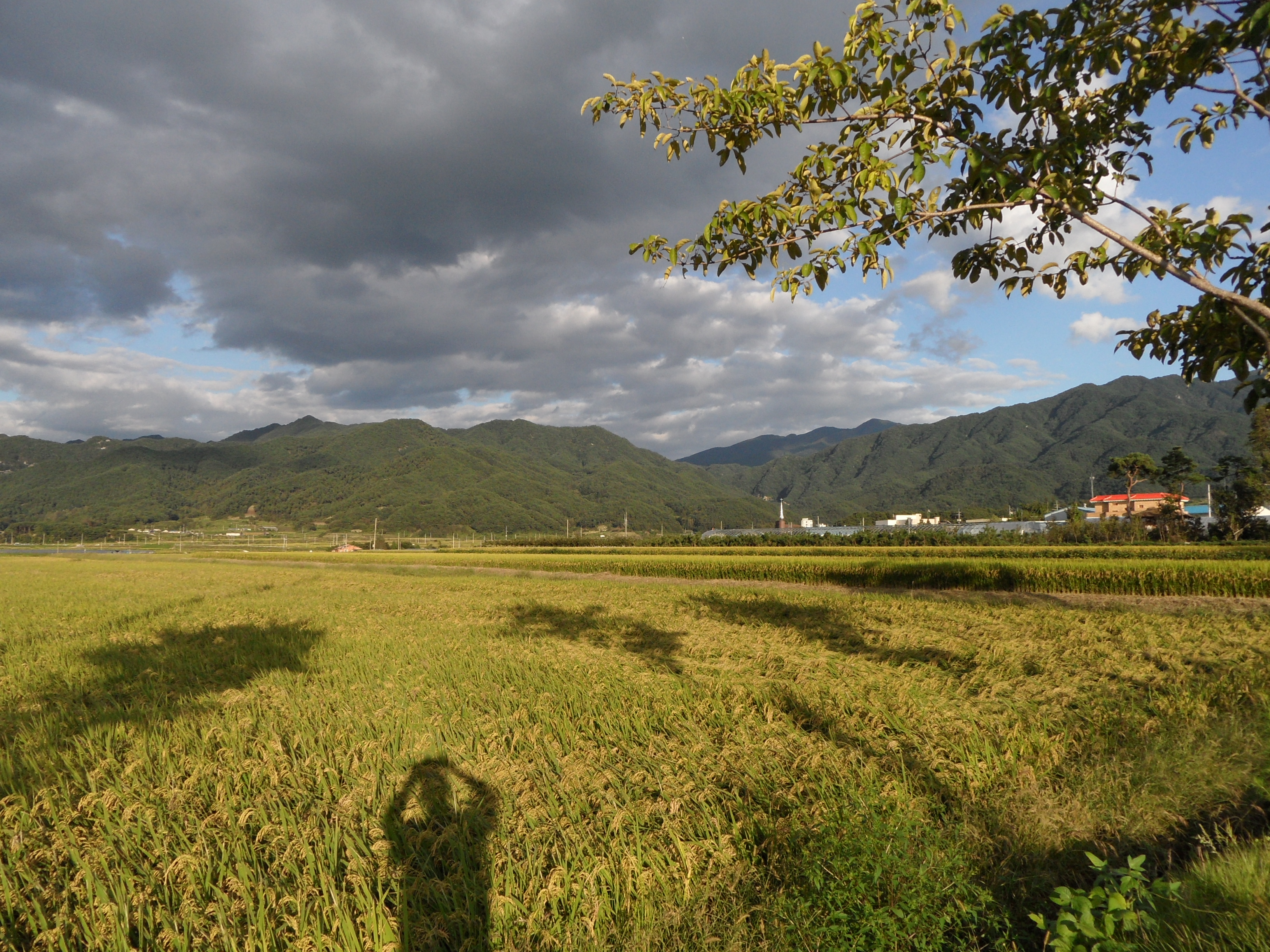
朱川面の水田
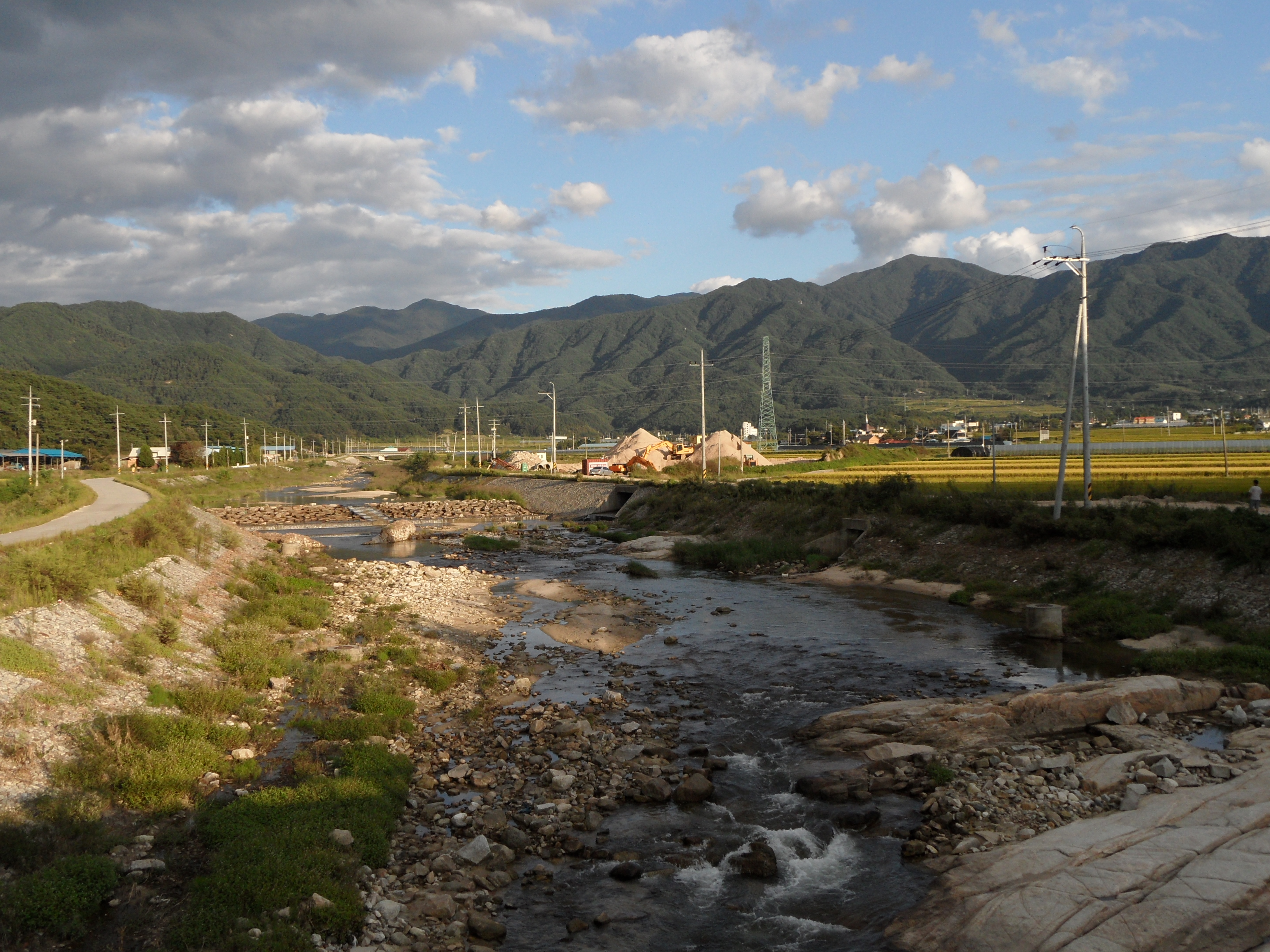
朱川面
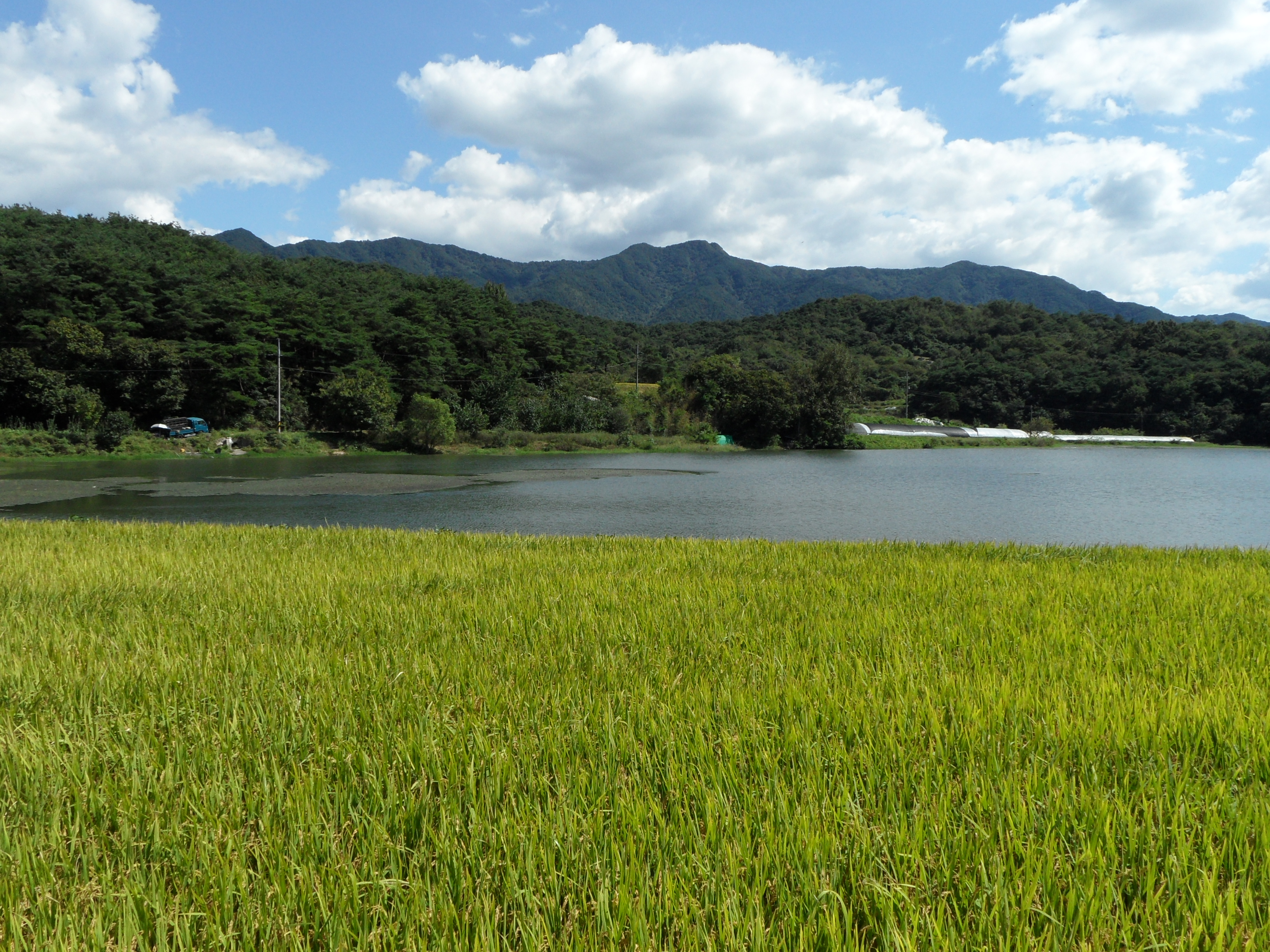
水旨面の水松池
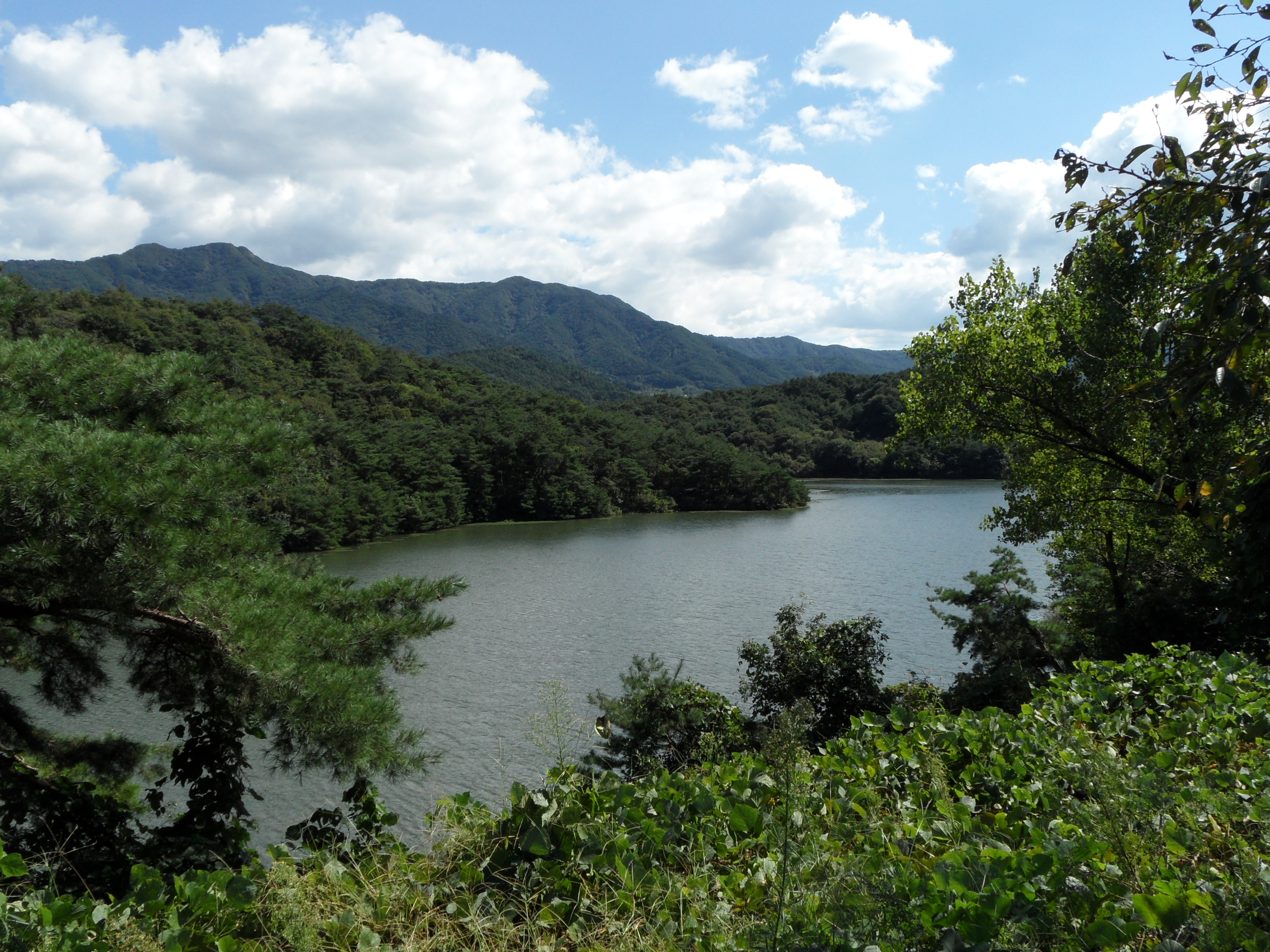
水旨面の水松池
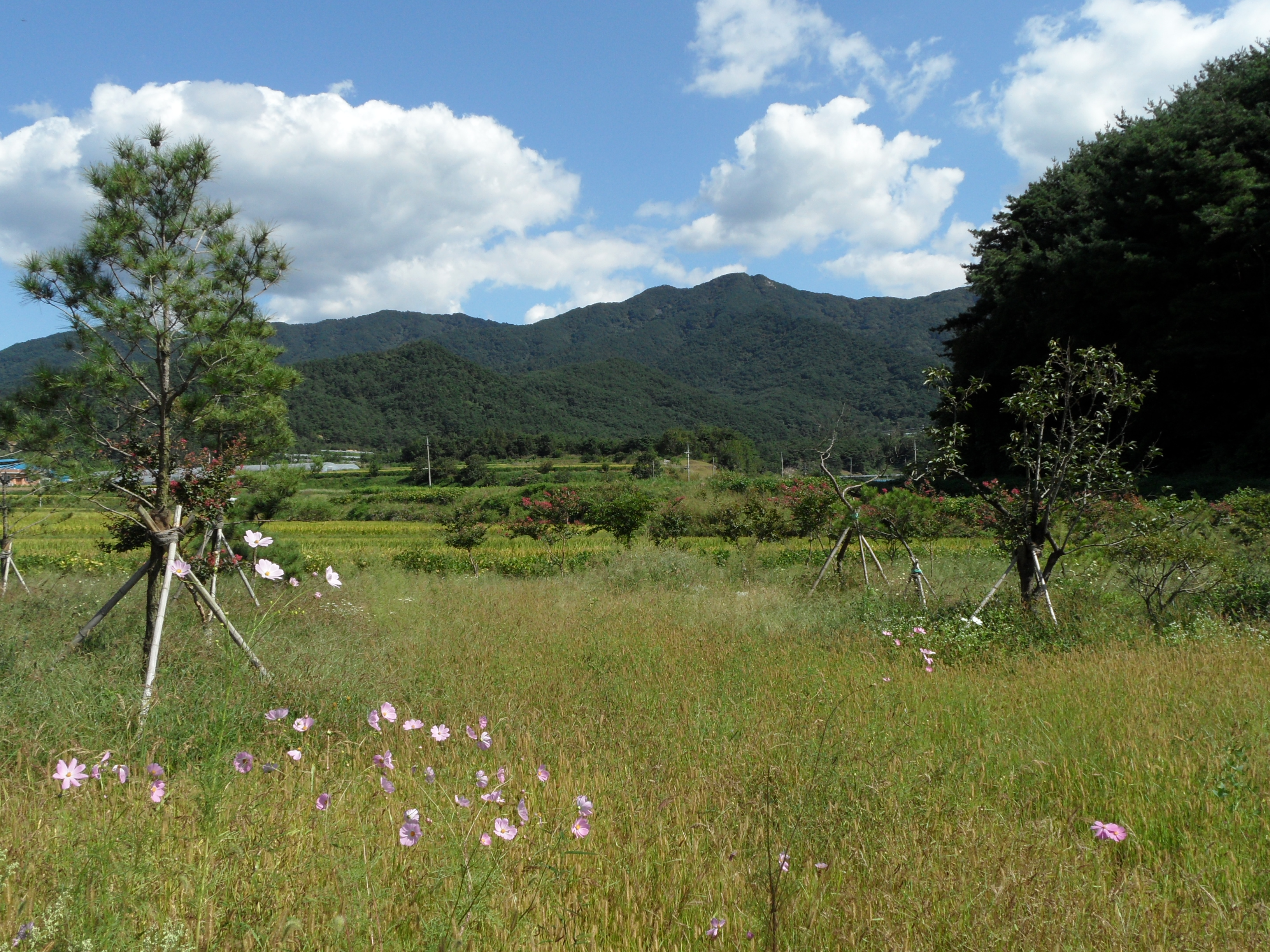
水旨面
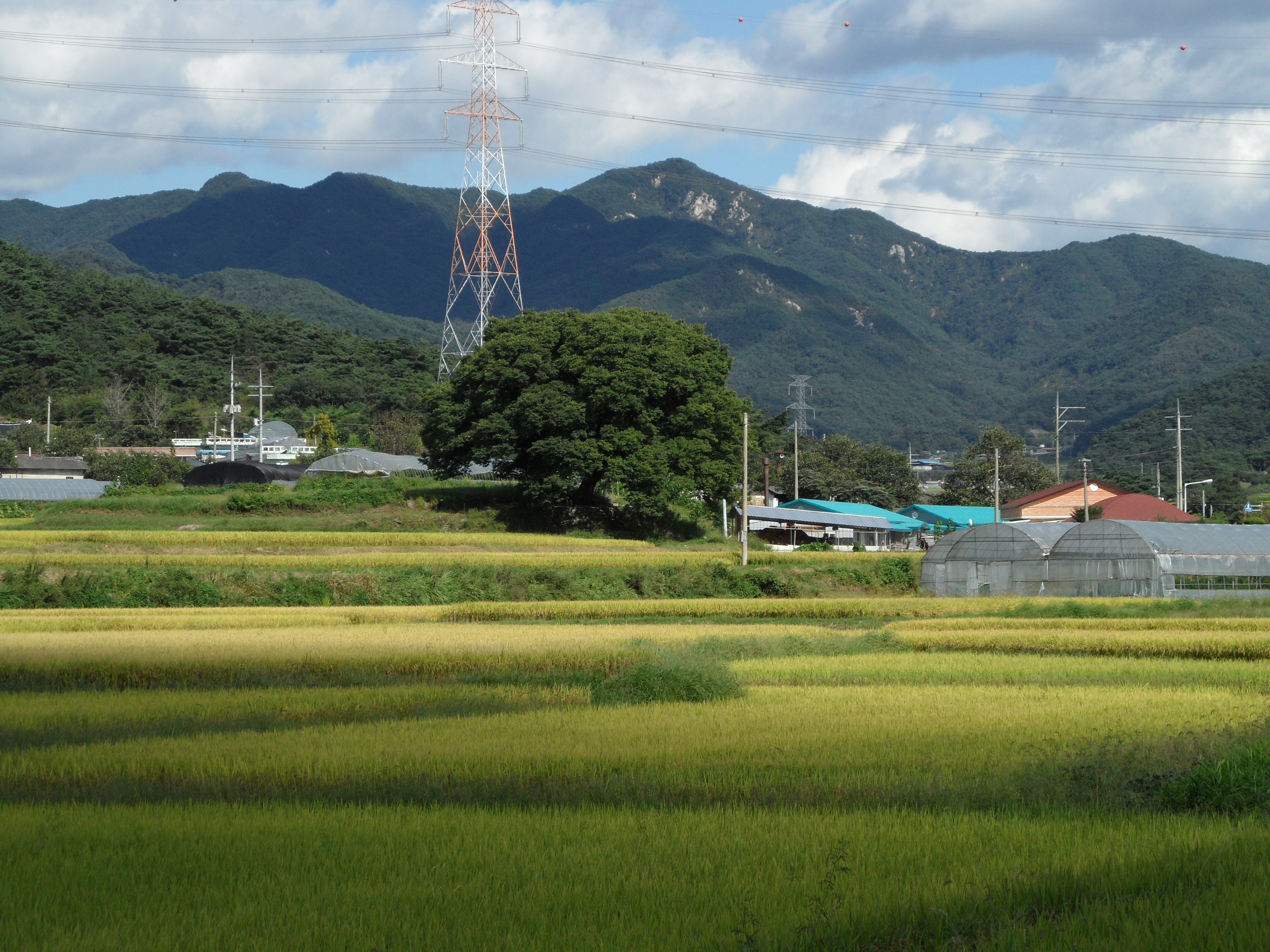
二百面
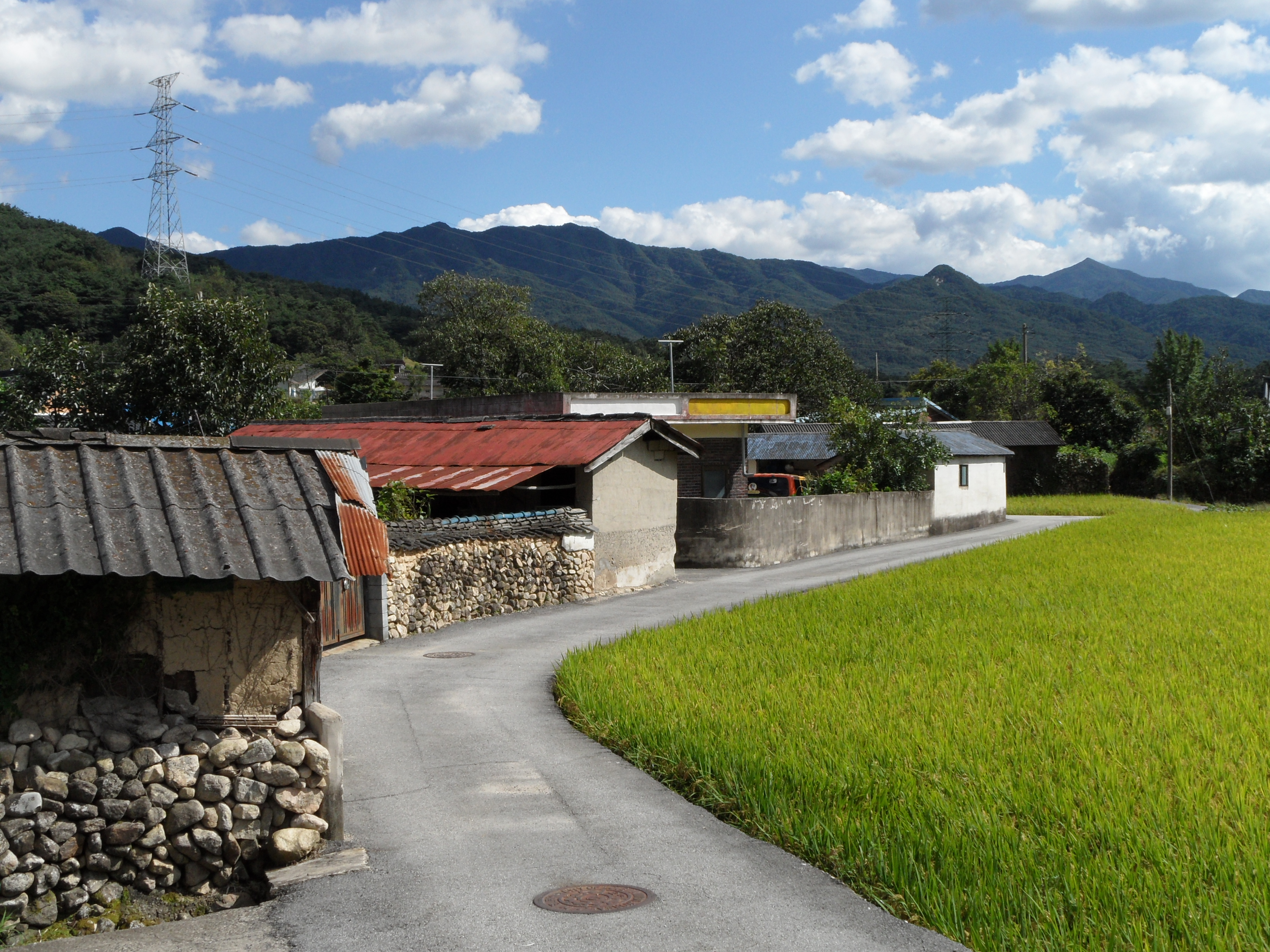
二百面
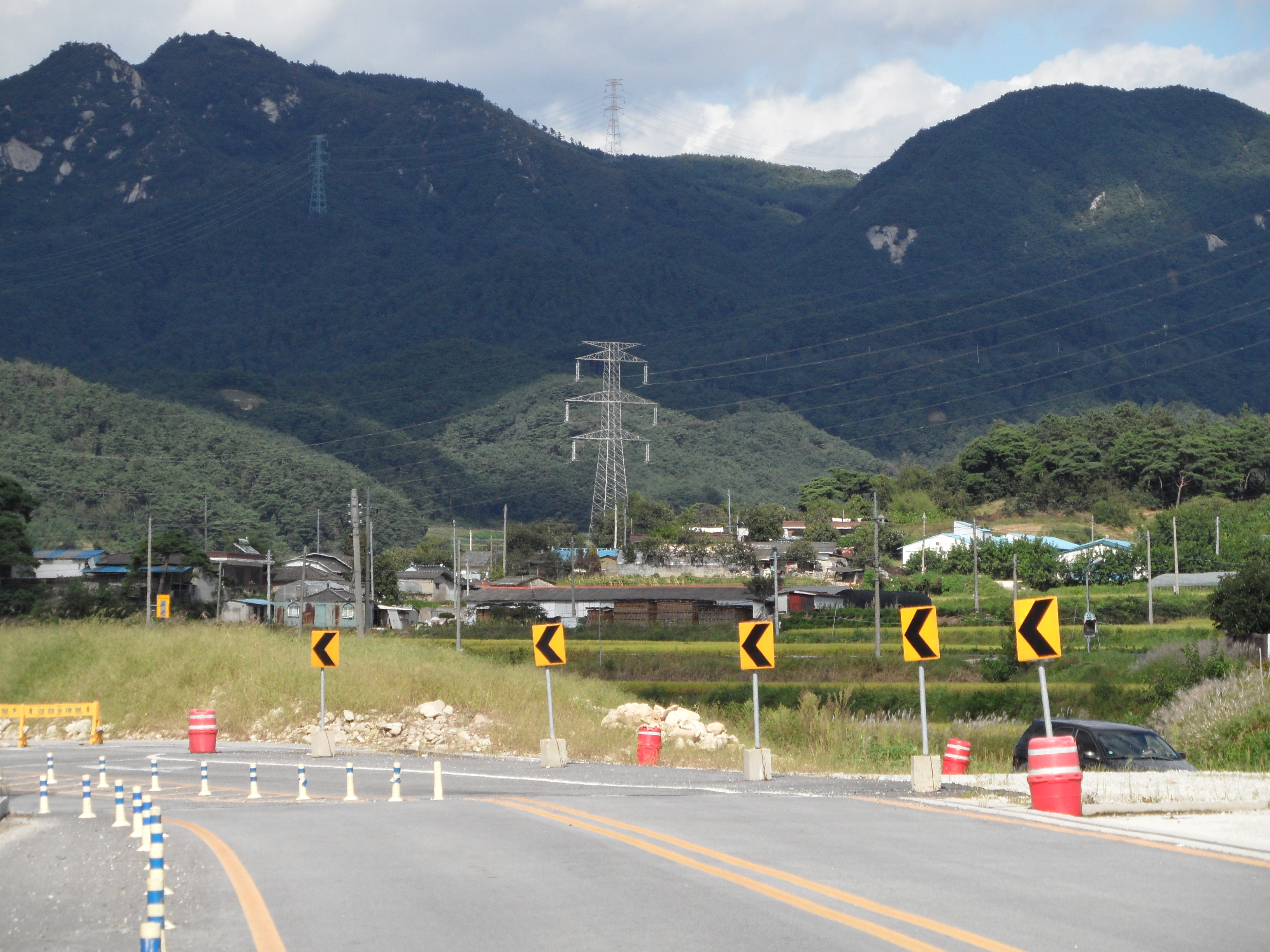
二百面
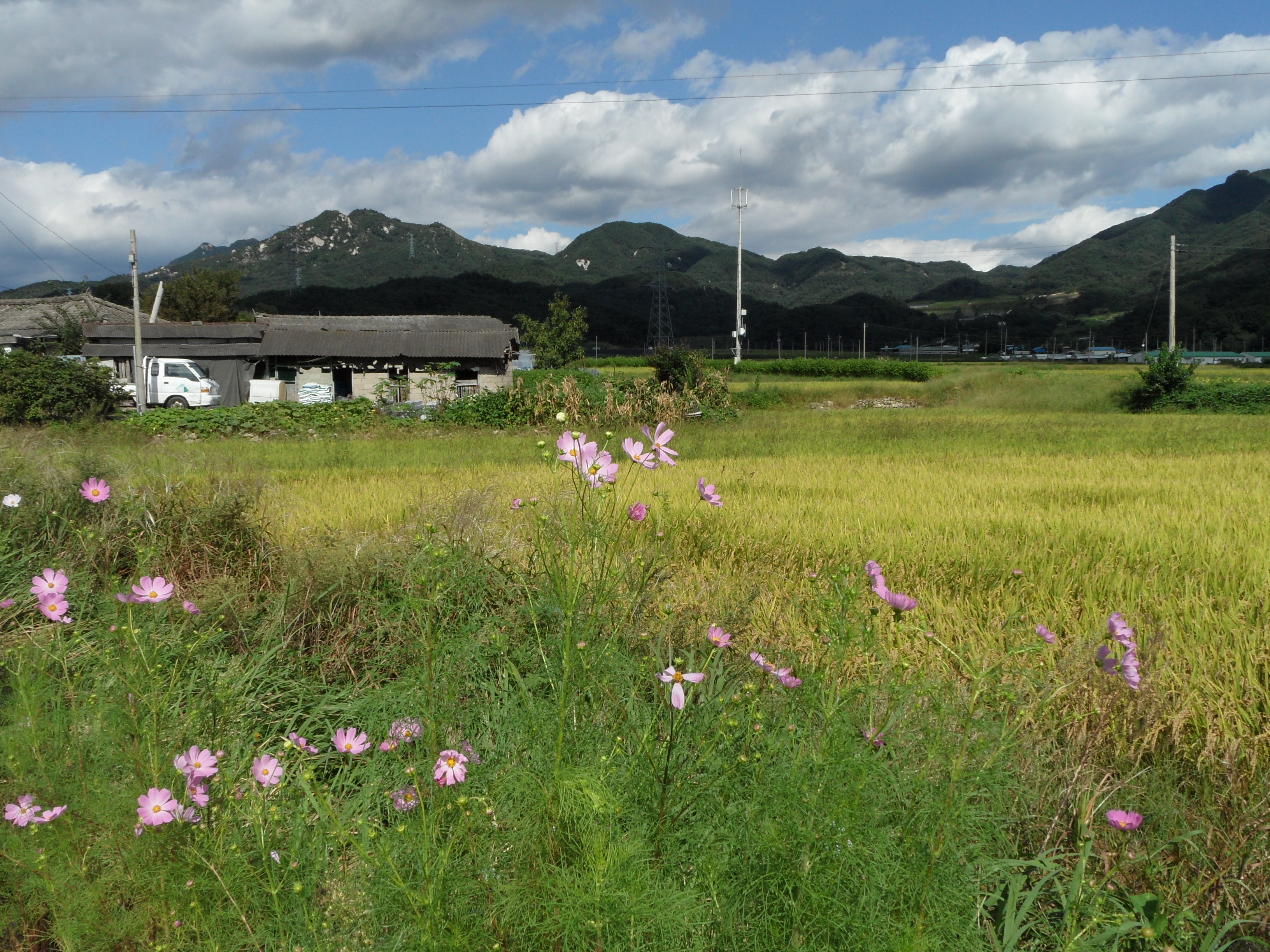
二百面
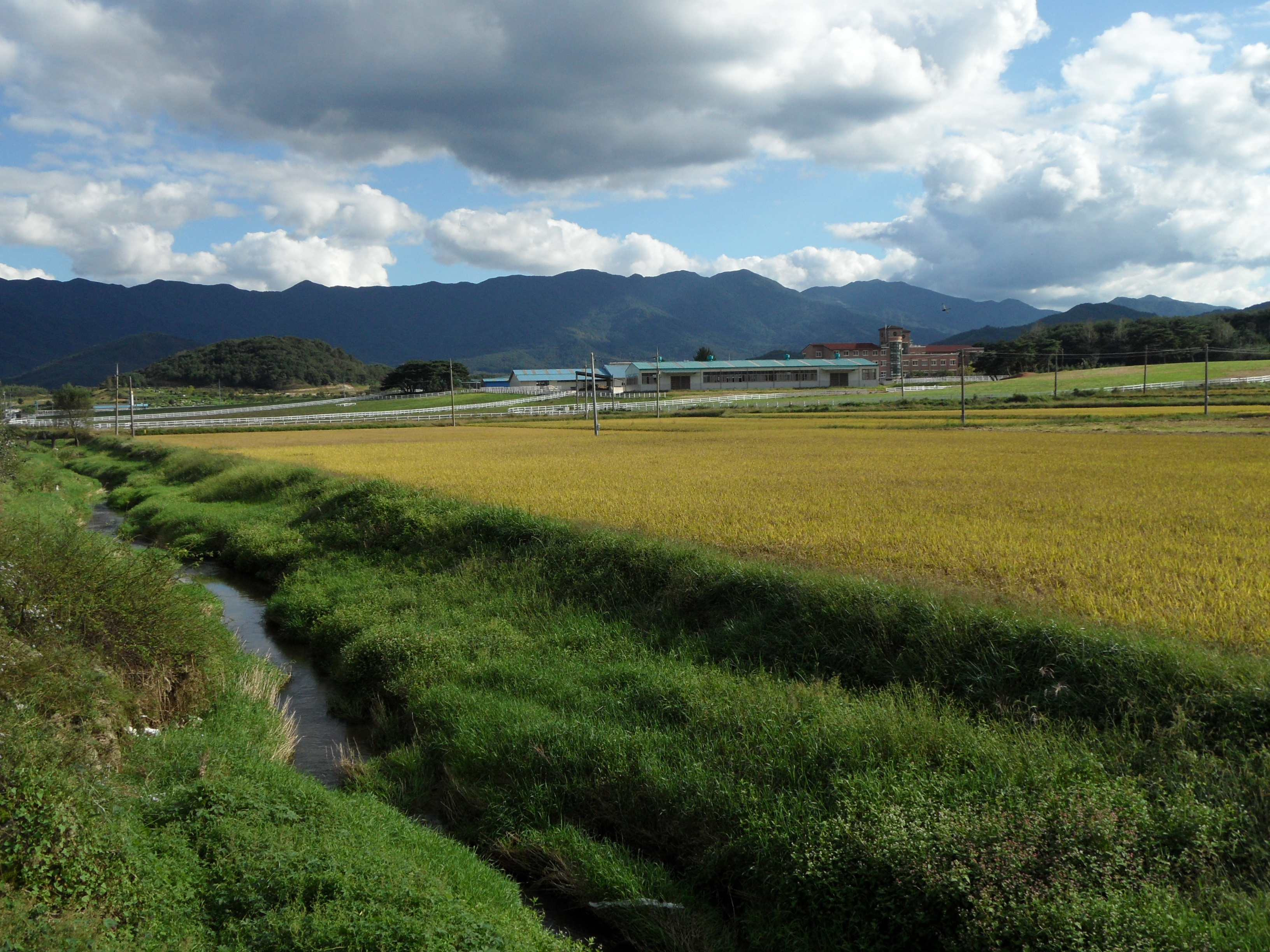
雲峰邑
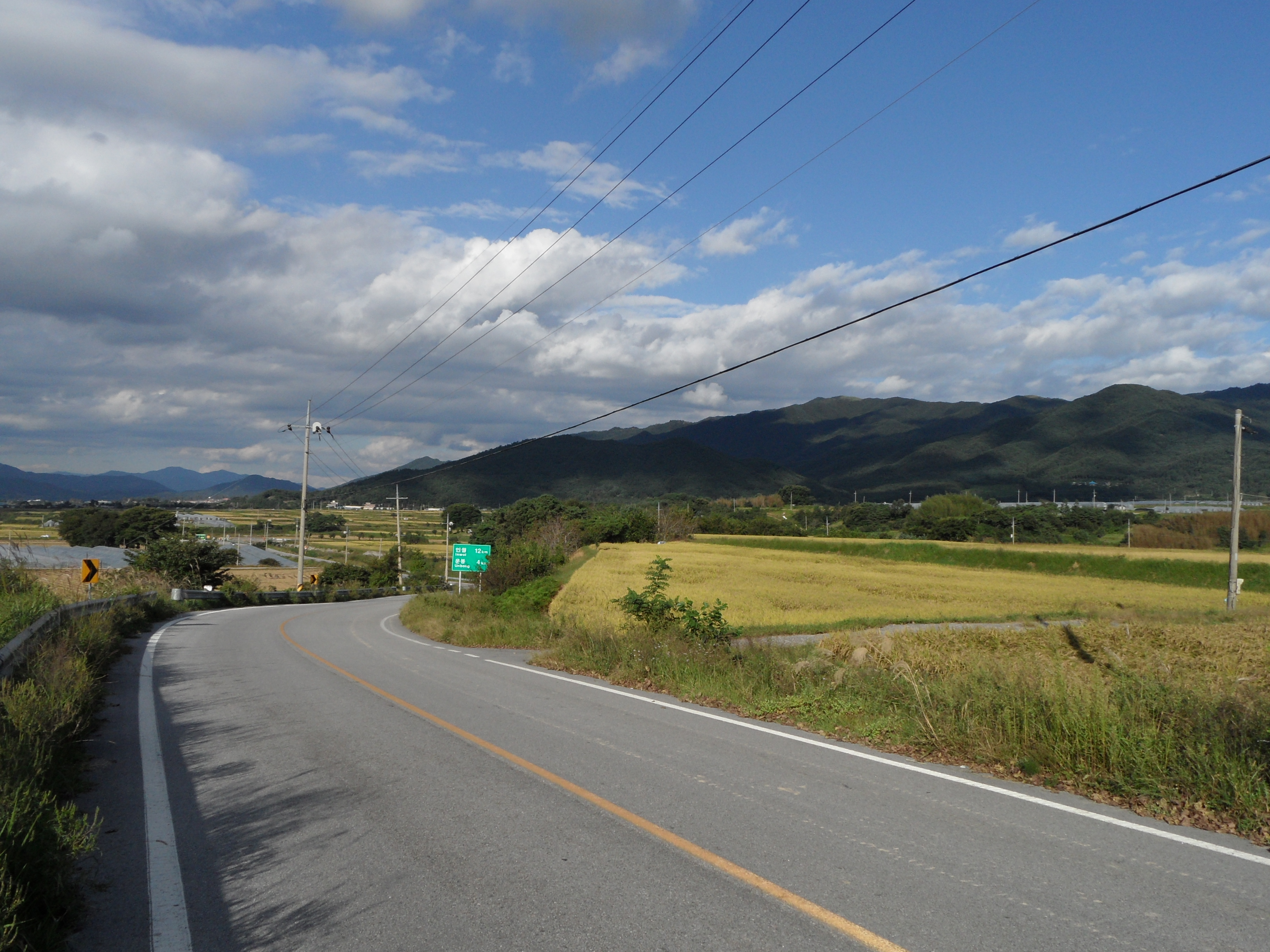
雲峰邑
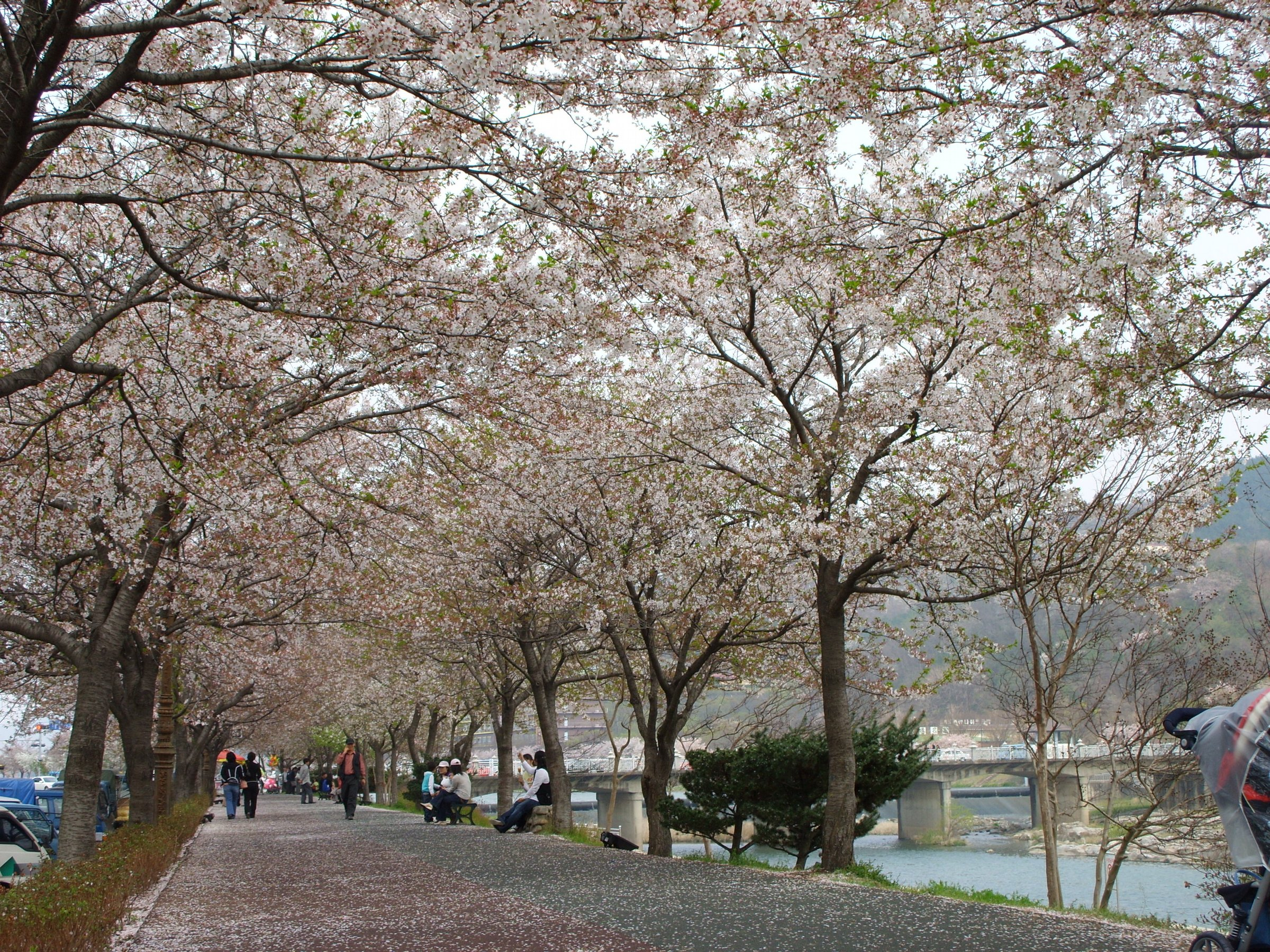
蓼川沿いの桜並木
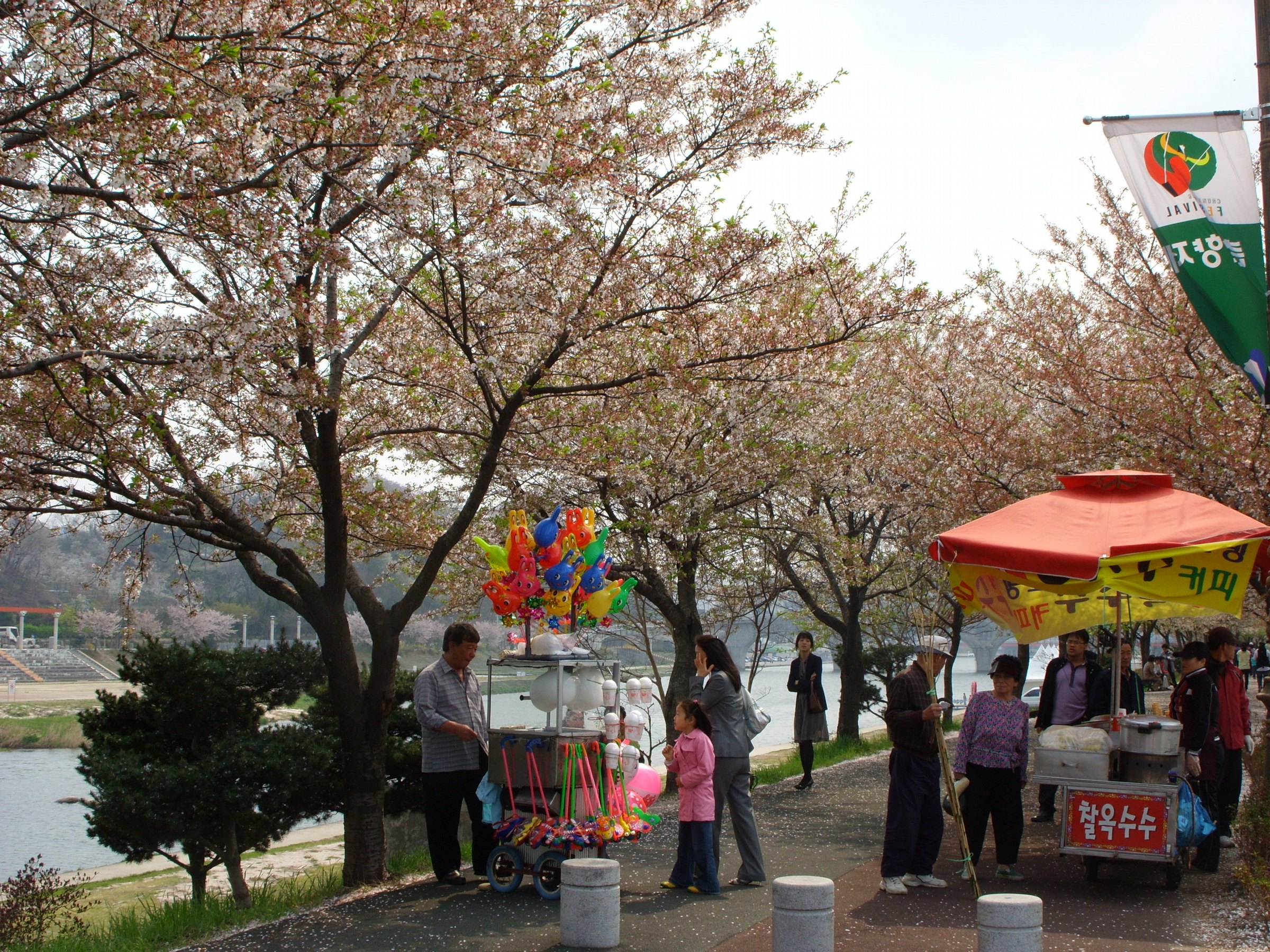
蓼川沿いの桜並木
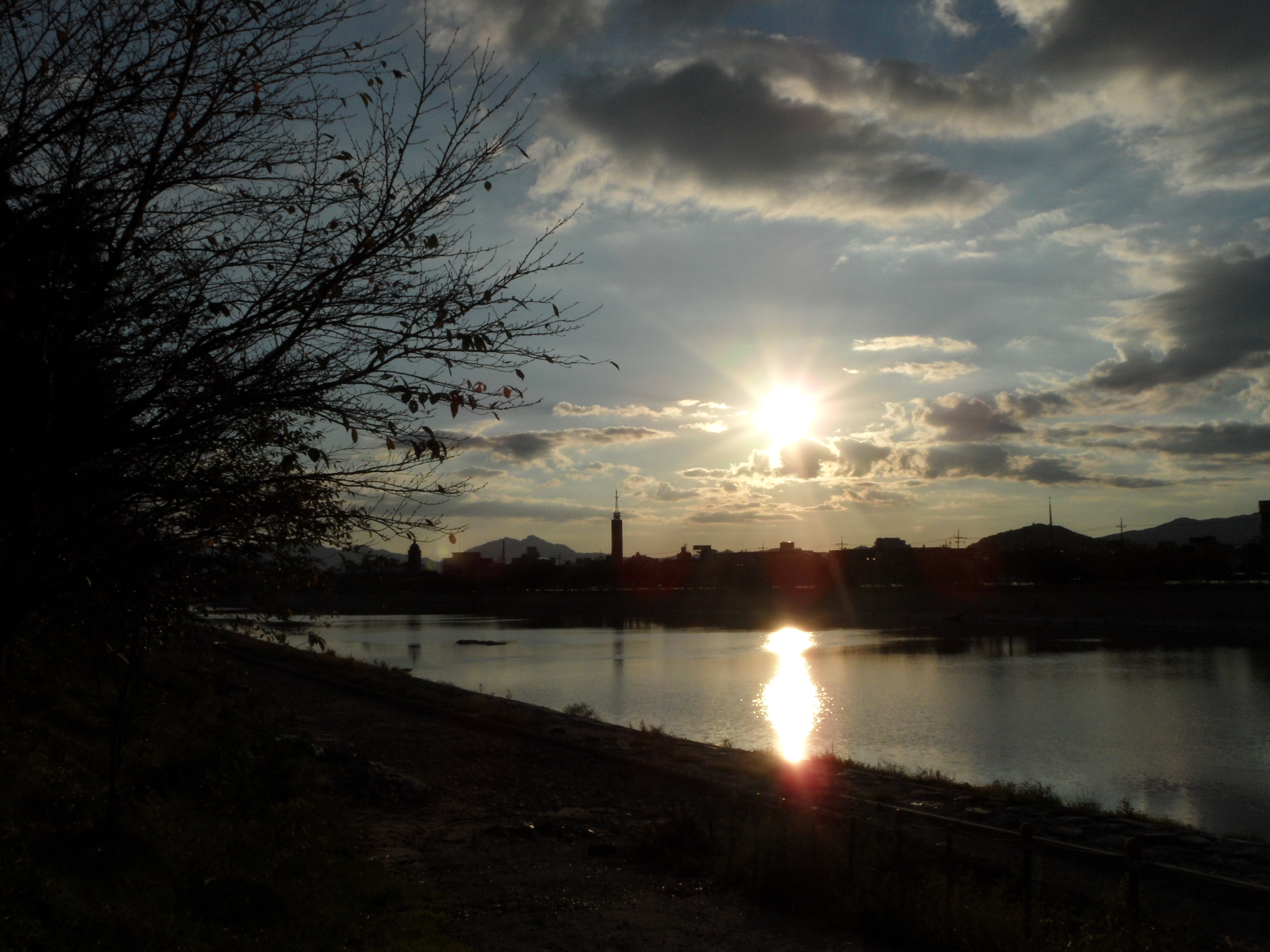
蓼川の夕日
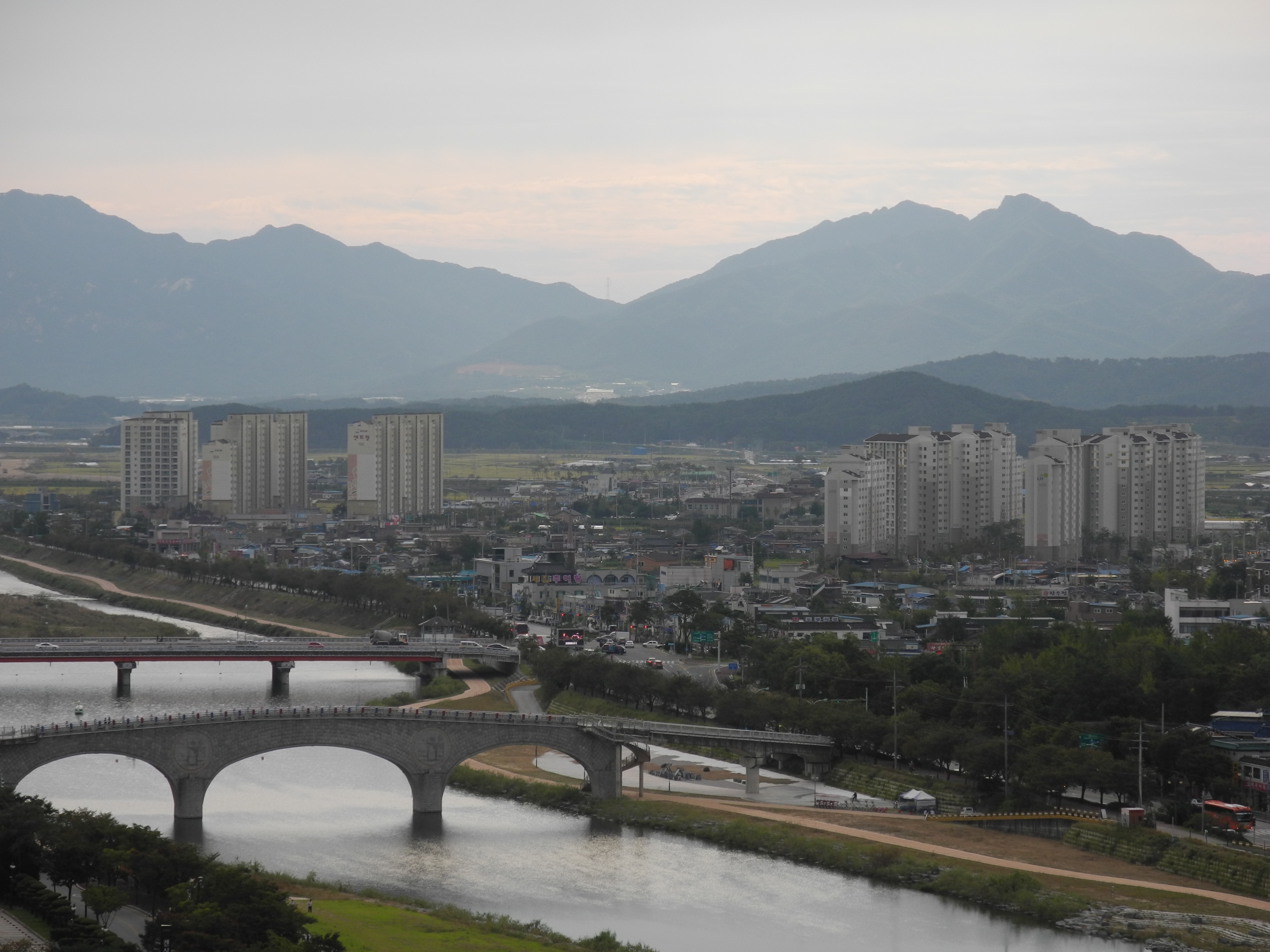
円覚寺展望台から望む南原市街地と蓼川

## 姉妹都市
- 瑞草区（大韓民国ソウル特別市）
- 塩城市（中華人民共和国江蘇省）
- ロンポク（アメリカ合衆国カリフォルニア州サンタバーバラ郡）

## 著名な出身者
- イ・ミヌ（神話（SHINHWA））

## 外部サイト
- 南原市公式サイト（日本語）